# The Undertaker
The Undertaker, właśc. Mark William Calaway (ur. 24 marca 1965 w Houston w Teksasie) – amerykański wrestler.
Calaway rozpoczął karierę wrestlera w World Class Championship Wrestling (WCCW) w 1987. W 1990, po zakończeniu dwuletniej współpracy z World Championship Wrestling (WCW), Calaway podpisał kontrakt z World Wrestling Federation (WWF, obecnie WWE). Z federacją związany był do połowy 2020 roku co czyni go jednym z najdłużej pracujących wrestlerów WWE. Calaway jest uważany za jednego z najlepszych zapaśników w historii.
Pierwotny wizerunek The Undertakera opierał się na motywach strachu, mroku i śmierci; postać posiadała siły nadprzyrodzone i często wykorzystywała je, by zastraszać przeciwników. W roku 2000 zrezygnowano z gimmicku „nieumarłego” na rzecz wizerunku motocyklisty; Undertaker wjeżdżał na arenę na motocyklu, stałymi elementami jego ubioru były okulary przeciwsłoneczne i bandany. W 2004 przywrócono poprzedni gimmick postaci nadnaturalnej. The Undertaker jest w scenariuszu starszym bratem innego wrestlera WWE, Kane’a, z którym zarówno rywalizował, jak i współpracował, tworząc z nim tag team The Brothers of Destruction.
The Undertaker znany jest z serii zwycięstw, prowadzonej na galach z cyklu WrestleMania. Przed przegraną Undertakera w walce z Brockiem Lesnarem na WrestleManii XXX, „The Streak” liczył 21 zwycięstw z rzędu. The Undertaker jest czterokrotnym zdobywcą WWF/WWE Championship i trzykrotnym posiadaczem World Heavyweight Championship. Jest również zwycięzcą Royal Rumble matchu z 2007 roku.
Po WrestleManii 36, w walce wieczoru której Undertaker pokonał AJ Stylesa, WWE opublikowało 5-odcinkową serię dokumentów The Last Ride, traktujących o latach 2017–2020 z punktu widzenia samego Calawaya. W ostatnim, opublikowanym 21 czerwca 2020, Calaway stwierdził, że „nie czuje [już] potrzeby powrotu do ringu”; jego oficjalny status aktywności zawodowej pozostaje jednak niepotwierdzony.
Na Survivor Series w 2020 odbyła się ceremonia przejścia na emeryturę Undertakera, który występował dla WWE przez 30 lat, po raz pierwszy zadebiutował na Survivor Series w 1990 roku. W ostatnim segmencie serialu wystąpili Shane McMahon, Big Show, John "Bradshaw" Layfield, Jeff Hardy, Mick Foley, The Godfather, The Godwinns (Henry i Phineas), Savio Vega, Rikishi, Kevin Nash, Booker T, Shawn Michaels, Ric Flair, Triple H i Kane wszyscy weszli na ring, aby rozpocząć ceremonię. Następnie wyemitowano pakiet wideo podsumowujący karierę Undertakera, po którym prezes i dyrektor generalny WWE Vince McMahon został pokazany sam na ringu i przekazał krótką, serdeczną wiadomość. Następnie The Undertaker powoli podszedł do ringu, gdzie następnie potwierdził swoją emeryturę w emocjonalnym pożegnalnym przemówieniu, stwierdzając: „Nadszedł mój czas, aby pozwolić The Undertaker Spoczywać w pokoju”. The Undertaker wykonał swoją charakterystyczną pozę klęczącą jako obraz byłego długoletniego menedżera Undertakera, nieżyjącego już Paula Bearera, pojawił się na hologramie. Gong zabrzmiał dziesięć razy, oficjalnie kończąc postać Undertakera. Undertaker wykonał swoją charakterystyczną pozę cięcia gardła, a następnie opuścił ring. Pokaz zakończył się tym, że Undertaker wszedł z powrotem po rampie wejściowej, by po raz ostatni podnieść pięść.

## Dzieciństwo i młodość
Calaway urodził się 24 marca 1965 w Houston w Teksasie, jest najmłodszym synem Franka Comptona i Elizabeth Catherine Calawayów. Ma czterech starszych braci: Davida, Michaela, Paula i Timothy’ego. Dorastając oglądał gale wrestlingu w telewizji, był fanem pochodzącej z Teksasu wrestlerskiej rodziny Von Erich. Uczęszczał do Waltrip High School, gdzie był członkiem drużyn koszykówki i futbolu amerykańskiego. W 1983 roku ukończył szkołę średnią i rozpoczął studia na Angelina College w Lufkin w Teksasie. Dwa lata później, dzięki przyznanemu mu stypendium za osiągnięcia na boisku koszykarskim, przeniósł się do Texas Wesleyan University, gdzie przyjął pozycję środkowego Rams – uniwersyteckiej drużyny koszykówki. Rozpoczął także treningi wrestlerskie pod okiem Buzza Sawyer’a i innych zawodników federacji World Class Championship Wrestling. W 1986 roku zrezygnował ze studiów i planów gry w koszykówkę w Europie, by w pełni skupić się na karierze wrestlera.

## Kariera wrestlera

### Początki kariery, United States Wrestling Association (1984–1990)
W 1987 Calaway zadebiutował w World Class Championship Wrestling (WCCW) jako „Texas Red”. Jego debiutancka walka, przeciwko Bruiserowi Brody’emu, zakończyła się przegraną. W 1988, po czterech latach współpracy z WCCW, odszedł do Continental Wrestling Association (które później stało się częścią United States Wrestling Association (USWA)), gdzie walczył w kilku gimmickach.
4 lutego 1989 zadebiutował jako „The Master of Pain”, wraz z towarzyszącym mu Dutchem Mantellem. Odgrywał rolę awanturnika, niedawno wypuszczonego z więzienia po pięcioletnim wyroku za zabicie dwóch osób podczas bójki. Tydzień później rozpoczął rywalizację z ówczesnym posiadaczem USWA Unified World Heavyweight Championship – Jerrym Lawlerem. Master of Pain zmierzył się z Lawlerem w improwizowanym pojedynku i z łatwością zdominował walkę. Wkrótce Lawler nie był w stanie dalej się bronić, wskutek czego ogłoszono dyskwalifikację debiutanta. 1 kwietnia 1989 Master of Pain pokonał Lawlera w walce o USWA Unified World Heavyweight Championship, zdobywając pierwsze mistrzostwo w karierze. Panowanie młodego mistrza zakończyło się 24 kwietnia, po przegranym starciu rewanżowym przeciwko Lawlerowi.
Master of Pain i Dutch Mantell dołączyli do stajni prowadzonej przez menedżera Ronniego P. Gossetta. W lipcu Mantell opuścił grupę, co rozpoczęło rywalizację między nim a jego byłym podopiecznym. 31 lipca zmierzyli się w Steel Cage matchu; starcie wygrał Mantell. Ich rywalizacja zakończyła się wygranym przez Mantella (występującego wówczas jako „Texas Dirt”) Loser Leaves Town matchem, 28 sierpnia 1989. We wrześniu Calaway zmienił pseudonim ringowy na „The Punisher”, zaczął też nosić maskę. 5 października zdobył WCWA Texas Heavyweight Championship w walce z Erikiem Embrym (Embry dobrowolnie zrezygnował z bronienia tytułu). Mistrzostwo utracił 15 dni później, w pojedynku przeciwko Kerry’emu Von Erichowi. 10 stycznia 1990 wraz z Soultakerem przegrał starcie drużynowe przeciwko Mantellowi i Steve’owi Austinowi; była to ostatnia walka Calawaya dla USWA przed podpisaniem kontraktu z World Championship Wrestling. W następnych latach pojawiał się sporadycznie, w formie występów gościnnych na nieemitowanych w telewizji house showach.

### World Championship Wrestling (1989–1990)
3 stycznia 1990, Calaway zadebiutował w World Championship Wrestling (WCW) jako heel, przyjął pseudonim ringowy wymyślony dla niego przez Terry’ego Funka – „Mean Mark Callous”. Dołączył do Dana Spivy’ego i jego menedżera Theodore’a Longa, stając się częścią tag teamu The Skyscrapers; zastąpił kontuzjowanego partnera Spivy’ego – Sida Viciousa. W pierwszej wspólnej walce Callous i Spivy pokonali Agenta Steela i Randy’ego Harrisa. The Skyscapers zwrócili na siebie uwagę, atakując The Road Warriors po walce z nimi na gali Clash of the Champions X. Na kilka dni przed WrestleWar, gdzie The Skyscrapers mieli zmierzyć się z rywalami w Chicago Street Fightcie, Dan Spivy odszedł z WCW. Callous i jego zastępczy partner przegrali walkę na WrestleWar, a niedługo później Skyscrapers zakończyli działalność.
W marcu 1990, wraz z innymi wrestlerami WCW, odbył tournée po Japonii, walcząc dla federacji New Japan Pro-Wrestling (NJPW) pod pseudonimem „Punisher Dice Morgan”. 19 marca połączył siły ze Scottem Hallem, by zmierzyć się z posiadaczami IWGP Tag Team Championship – Masą Saito i Shin’yą Hashimoto; Morgan i Hall nie zdołali jednak pokonać mistrzów.
Po powrocie do Stanów Zjednoczonych rozpoczął współpracę z menedżerem Paulem E. Dangerouslym. Z jego pomocą pokonał Johhny’ego Ace’a na Capital Combat oraz Briana Pillmana na Clash of the Champions XI: Coastal Crush. 7 lipca 1990 na The Great American Bash przegrał walkę o NWA United States Heavyweight Championship z Lexem Lugerem; walczył ze zwichniętym stawem biodrowym.
27 sierpnia 1990 złożył wypowiedzenie pracy. Od władz federacji usłyszał wówczas, że „niczego w wrestlingu nie osiągnie, a nikt nigdy nie kupi biletu, by zobaczyć jak walczy w ringu”. Po raz ostatni dla WCW zawalczył 7 września tego roku, na nagraniach WorldWide; pokonał Dave’a Johnsona w starciu singlowym.

### World Wrestling Federation/Entertainment

#### Western Mortician (1990–1994)
W lipcu 1990 Paul Heyman i Bruce Prichard zaaranżowali spotkanie między Calawayem a właścicielem World Wrestling Federation (WWF) – Vincem McMahonem. Początkowo, po obejrzeniu walki z The Great American Bash, McMahon nie był zainteresowany młodym zawodnikiem, ostatecznie jednak zmienił zdanie i w październiku 1990 zakontraktował Calawaya.
Calaway zadebiutował w WWF 19 listopada 1990 roku jako „Kane the Undertaker”, na nagraniu WWF Superstars. W pierwszą wersję jego ubioru wchodziły czarny płaszcz i kowbojski kapelusz, szare rękawice, buty i krawat. Calaway nie reagował na ataki przeciwników, tworząc iluzję odpornego na wszelkie ataki zawodnika z nadprzyrodzonymi mocami. Oficjalnie, pod skróconym pseudonimem The Undertaker i wraz z towarzyszącym mu menedżerem Brotherem Lovem zadebiutował na Survivor Series, 22 listopada 1990. Nieznany wcześniej fanom WWF Undertaker dołączył do Million Dollar Teamu Teda DiBiasego – drużyny mającej zmierzyć się w tradycyjnym Survivor Series matchu z drużyną Dusty’ego Rhodesa. Undertaker wyeliminował z walki Koko B. Ware’a i Dusty’ego Rhodesa, sam jednak został wyeliminowany poprzez wyliczenie pozaringowe; ostatecznie starcie wygrała drużyna DiBiasego. Od debiutu aż po WrestleManię VII w marcu 1991 wygrywał szybkie pojedynki z jobberami. W styczniu, na gali Royal Rumble, wziął udział w wygranym przez Hulka Hogana Royal Rumble matchu. W lutym nowym menedżerem Undertakera został Paul Bearer. Bearer niemal zawsze nosił ze sobą urnę, którą wznosił do góry, gdy Undertaker przegrywał w walce; po wzniesieniu urny Undertaker nagle odnajdował w sobie dodatkowe siły do walki. Pokonanych przeciwników umieszczał w workach na zwłoki i zabierał za kulisy.
24 marca 1991, na WrestleManii VII, The Undertaker wygrał pojedynek z „Superfly” Jimmym Snuką, rozpoczynając słynną serię zwycięstw na WrestleManiach. W kwietniu rozpoczął rywalizację z The Ultimate Warriorem; podczas prowadzonego przez Paula Bearera segmentu The Funeral Parlor w jednym z odcinków WWF Superstars, Undertaker zaatakował Warriora od tyłu i zamknął go w trumnie. 1 lipca The Ultimate Warrior wygrał „Body Bag Challenge” przeciwko Undertakerowi. Undertaker i Paul Bearer nawiązali współpracę z innym wrogiem Ultimate Warriora – Jakiem Robertsem; Roberts stał się częstym gościem Funeral Parlor, partnerzy wspólnie znęcali się nad Warriorem, a także przerwali przyjęcie weselne Randy’ego Savage’a i Miss Elizabeth. We wrześniu The Undertaker wziął udział w turnieju King of the Ring. W pierwszej rundzie pokonał Animala, a w półfinale turnieju zmierzył się z Sidem Justice; ich pojedynek zakończył się podwójną dyskwalifikacją i poskutkował wyeliminowaniem obydwu zawodników. Podczas gali WWF w Londynie Undertaker pokonał Jima Duggana i wkrótce otrzymał miano pretendenckie do WWF World Heavyweight Championship.
27 listopada 1991, na Survivor Series, z pomocą Paula Bearera i Rica Flaira pokonał Hulka Hogana, stając się najmłodszym WWF World Heavyweight Championem; tytuł zdobył w wieku 26 lat, jego rekord został pobity przez Yokozunę w kwietniu 1993 roku. Jego panowanie trwało zaledwie 6 dni, Hulk Hogan pokonał go w walce rewanżowej. Jednakże, ponieważ Hogan nie wygrał walki czysto, mistrzostwo zostało zawieszone.
W lutym 1992 Undertaker przeszedł swój pierwszy face turn; powstrzymał Jake’a Robertsa przed uderzeniem Miss Elizabeth składanym krzesłem. 29 lutego, podczas segmentu Funeral Parlor, skonfrontował się z Robertsem i stwierdził, że nie jest już jego sojusznikiem, przez co stał się ofiarą ataku ze strony byłego partnera. Ich rywalizacja zakończyła się na WrestleManii VIII, gdzie The Undertaker pokonał Robertsa. Wkrótce rozpoczął feud z menedżerem Harveyem Wipplemanem i jego klientami: Kamalą, Giantem Gonzálezem i Yokozuną. 25 listopada 1992 pokonał Kamalę w pierwszym w historii WWE Casket matchu. Pojawił się też na pierwszym odcinku Monday Night Raw, 11 stycznia 1993, podczas którego pokonał Damiena Demento. Wziął udział w Royal Rumble matchu, został jednak z niego wyeliminowany przez debiutującego Gianta Gonzáleza. Na WrestleManii IX pokonał Gonzáleza dzięki dyskwalifikacji spowodowanej użyciem chloroformu przez olbrzyma. Rywalizacja zakończyła się na gali SummerSlam, gdzie Undertaker czysto pokonał Gonzáleza w „Rest in Peace matchu” (walce bez dyskwalifikacji). Na Survivor Series dołączył do reprezentującej Stany Zjednoczone drużyny All-Americans, mającej zawalczyć przeciwko składającej się z wrestlerów z innych krajów grupy The Foreign Fanatics; Undertaker został wyeliminowany poprzez count out, lecz ostatecznie jednak jego drużyna wygrała starcie. 22 stycznia 1994, na Royal Rumble Undertaker zmierzył się z Yokozuną w Casket matchu o WWF World Heavyweight Championship. Yokozuna wygrał walkę, zamykając Undertakera w trumnie z pomocą innych wrestlerów pod wodzą Harveya Wipplemana. Podczas wynoszenia trumny z areny zgasły światła, a na telebimie pokazano Undertakera leżącego wewnątrz czterech desek; ostrzegł Yokozunę, że jeszcze powróci. The Undertaker nie pojawiał się w WWF przez następne 7 miesięcy, w rzeczywistości przerwa ta spowodowana była kontuzją.

#### The Phenom (1994–1997)

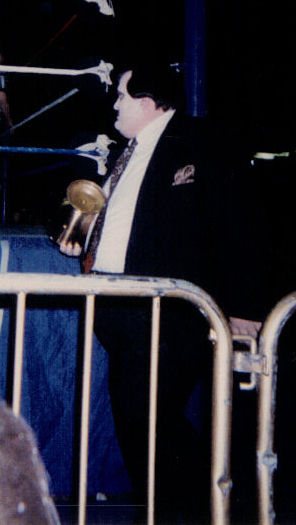
Paul Bearer – wieloletni menedżer Undertakera.

Podczas gdy Calaway odpoczywał od akcji w ringu, WWE zapowiadało jego powrót poprzez publikowanie winiet, w których wypowiadający się ludzie twierdzili, że widzieli The Undertakera. Po WrestleManii X, Ted DiBiase stwierdził, że udało mu się nawiązać współpracę z Undertakerem, a w czerwcu, podczas segmentu The Heartbreak Hotel przedstawił go fanom WWF. Jednakże, Undertaker DiBiasego był jedynie podszywaczem, którego rolę odegrał kuzyn Calawaya – Brian Lee. Prawdziwy Undertaker powrócił na SummerSlam i wygrał pojedynek z oszustem, używając aż trzech Tombstone Piledriverów. Pokonał też Yokozunę w walce rewanżowej na Survivor Series; aby nie dopuścić do kolejnej interwencji wrestlerów Wipplemana w pojedynek, rolę specjalnego enforcera powierzono Chuckowi Norrisowi. Przez większość 1995 roku Undertaker rywalizował z członkami grupy Million Dollar Corporation Teda DiBiasego. Na WrestleManii XI pokonał King Kong Bundy’ego; podczas walki Kama ukradł urnę z rąk Paula Bearera, a po gali przetopił ją na złoty łańcuch. Undertaker odebrał mu pozostałości urny pokonując go w Casket matchu na gali SummerSlam w sierpniu 1995. Kilka tygodni później złamał kość czołową w pojedynku z Kingiem Mabelem. Kontuzja wymagała operacji, przez co Undertaker nie pojawił się w ringu aż do Survivor Series w listopadzie.
Undertaker powrócił na Survivor Series w masce podobnej do tej z musicalu Upiór w operze, która miała chronić jego nadal gojącą się twarz; jego drużyna pokonała grupę pod wodzą Kinga Mabela. 17 grudnia pokonał Mabela w kończącym rywalizację Casket matchu. W walce wieczoru styczniowego Royal Rumble zmierzył się z Bretem Hartem o WWF World Heavyweight Championship. W pojedynek interweniował Diesel, przez co Undertaker przegrał walkę. Diesel interweniował również w starciu rewanżowym, dzień później na Raw. Undertaker nie pozostał mu dłużny – podczas Steel Cage matchu Diesla z Hartem, ukryty pod ringiem, od spodu rozerwał matę kwadratowego pierścienia, zaatakował Diesla i wciągnął go ze sobą pod ring, powodując natychmiastową wygraną mistrza WWF. Punktem kulminacyjnym ich rywalizacji była wygrana przez Undertakera walka na WrestleManii XII.
Następnej nocy na Raw, debiutujący Mankind zaatakował Undertakera podczas jego pojedynku przeciwko Justinowi „Hawkowi” Bradshawowi. Przez następnych kilka miesięcy Mankind interweniował w niektóre walki Undertakera; ich rywalizacja zaostrzyła się i wkrótce zaczęli walczyć ze sobą na widowni między fanami, za kulisami, a nawet w kotłowniach różnych aren. Interwencja Mankinda w starcie Undertakera z mistrzem interkontynentalnym, Goldustem, była przyczyną pierwszego w historii Boiler Room Brawlu na SummerSlam. Podczas walki Bearer zdradził Undertakera uderzając go urną, co pozwoliło Mankindowi pokonać przeciwnika. Rywale zawalczyli przeciwko sobie na gali In Your House 11: Buried Alive w pierwszym w historii Buried Alive matchu. Undertaker wygrał pojedynek, lecz ostatecznie to on został zakopany żywcem przez Mankinda i sprzymierzonych z nim wrestlerów.
Powrócił miesiąc później, na gali Survivor Series, by jeszcze raz zawalczyć z Mankindem, tym razem jednak pod dość nietypową stypulacją: Paul Bearer miał zostać zamknięty w stalowej klatce 6 metrów nad ringiem; w przypadku wygranej Undertaker mógłby wymierzyć sprawiedliwość Bearerowi. Undertaker wygrał pojedynek, lecz ostatecznie Bearer zdołał mu uciec dzięki pomocy The Executionera. Po gali wizerunek Undertakera został zmieniony, by lepiej wpisywał się w ducha tzw. Attitude Ery – stał się antybohaterem, przyjął buntowniczą postawę i styl ubierania członków subkultury gotyckiej. Dzień po Survivor Series pokonał Mankinda w kończącym rywalizację No Holds Barred matchu. Po zwycięstwie nad Executionerem na gali In Your House 12: It’s Time, rozpoczął rywalizację z nowym podopiecznym Paula Bearera – Vaderem. Zmierzyli się na gali Royal Rumble, gdzie zwycięzcą walki okazał się Vader. Tej nocy rywale spotkali się w ringu jeszcze raz, podczas Royal Rumble matchu; obaj zostali wyeliminowani przez Stone Colda Steve’a Austina. 8 lutego zmierzył się z Hunterem Hearstem Helmsleyem w walce o WWF Intercontinental Championship, starcie zakończyło się dyskwalifikacją pretendenta. Otrzymał też szansę zdobycia zawieszonego WWF World Heavyweight Championship, lecz nie udało mu się wygrać Four Corners Elimination matchu na In Your House 13: Final Four. Po gali wdał się w feud z nowym WWF World Heavyweight Championem – Sycho Sidem. Pokonał go w walce bez dyskwalifikacji na WrestleManii 13, 23 marca 1997, zdobywając najcenniejsze mistrzostwo WWF po raz drugi.

#### The Lord of Darkness (1997–1998)
W maju 1997 Paul Bearer próbował namówić Undertakera do ponownego nawiązania współpracy, ostatecznie stawiając mu ultimatum: jeśli Undertaker nie zacznie z nim współpracować, Bearer ujawni światu jego „największy sekret”. Po kolejnej odmowie, Bearer oznajmił, że jako nastolatek Undertaker zamordował swoich rodziców i młodszego brata, podpalając rodzinny dom pogrzebowy, w którym mieszkali. Undertaker wszystkiemu zaprzeczył, Bearer natomiast stwierdził, że ma dowód w postaci brata Undertakera, Kane’a, który przetrwał pożar. Bearer opiekował się dzieckiem od czasów pożaru, planując z nim zemstę na starszym bracie. W swojej obronie Undertaker wyznał, że to Kane podpalił dom i nie było szans, by przeżył. Wkrótce Bearer przypadkowo wyjawił, że matka Undertakera miała z nim romans, a Kane jest jego synem.

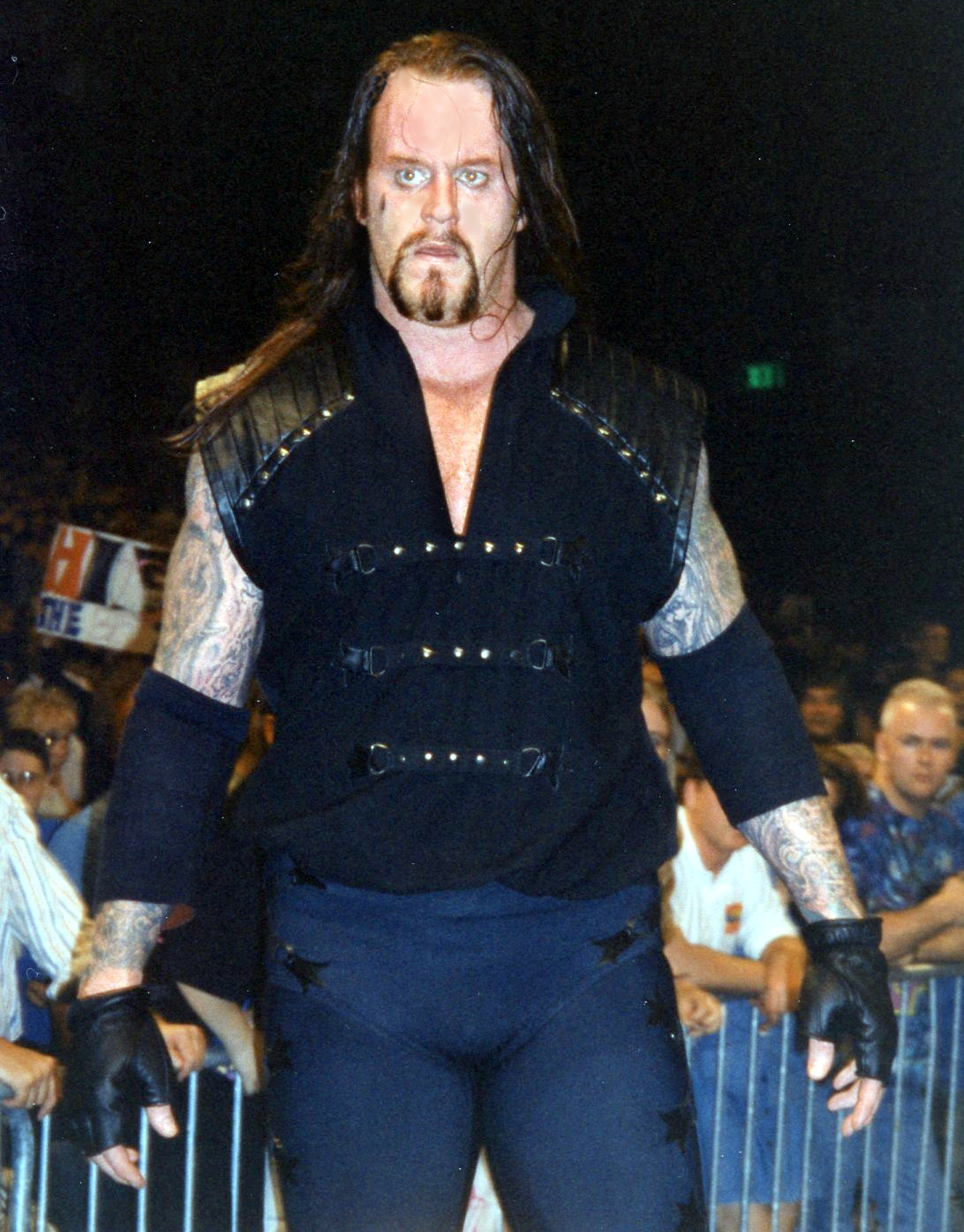
The Undertaker we wrześniu 1997

W tym samym czasie Undertaker rozpoczął rywalizację z Shawnem Michaelsem. Na SummerSlam, Michaels – sędzia specjalny pojedynku o WWF World Heavyyweight Championship między Undertakerem a Bretem Hartem – dopuścił się interwencji, w wyniku której Undertaker utracił mistrzostwo. Po tym, jak ich pierwsze starcie zakończyło się bez rezultaltu, Undertaker wyzwał Michaelsa na pierwszy w historii Hell in a Cell match na Badd Blood: In Your House. Podczas walki, debiutujący Kane wyrwał drzwi klatki i wykonał Tombstone Piledriver na Undertakerze, co pozwoliło Michaelsowi wygrać. Przez następnych kilka tygodni Bearer próbował namówić Undertakera na pojedynek z Kanem, ten jednak zawsze odmawiał. Ostatnim spotkaniem Undertakera z Michaelsem był Casket match na gali Royal Rumble w styczniu 1998. W pojedynek po raz kolejny interweniował Kane – zamknął na kłódkę starszego brata w trumnie, po czym podpalił ją, powodując natychmiastową wygraną Michaelsa. Po otwarciu trumny okazało się, że Undertakera w niej nie ma. Undertaker powrócił dwa miesiące później, pokonując Kane’a w walce na WrestleManii XIV. Walka rewanżowa, będąca pierwszym w historii Inferno matchem, odbyła się miesiąc później na gali Unforgiven; Undertaker pokonał Kane’a, podpalając jego prawą rękę.
Niedługo później wznowił rywalizację z Mankindem; zmierzył się z nim w Hell in a Cell matchu na gali King of the Ring, 28 czerwca 1998. Podczas pojedynku Undertaker zrzucił Mankinda ze szczytu pięciometrowej klatki prosto na stół komentatorski, a później – również na szczycie klatki – wykonał na nim Chokeslam. Mankind przebił się przez dach klatki i spadł do ringu, uderzając głową o matę i tracąc przytomność. W trakcie walki Foley stracił ząb, zaś Calaway walczył ze złamaną stopą; ostatecznie brutalne starcie wygrał Undertaker. Miesiąc później, na Fully Loaded, Stone Cold Steve Austin i Undertaker pokonali Mankinda i Kane’a, odbierając im WWF World Tag Team Championship. Tytuły utracili 10 sierpnia w walce rewanżowej przeciwko byłym mistrzom. Wkrótce The Undertaker stał się pretendentem do WWF World Heavyweight Championship, należącego wówczas do Austina. Krótko przed walką na SummerSlam, Undertaker wyjawił, że nawiązał współpracę z Kanem, nie chciał jednak, by jego młodszy brat interweniował w pojedynek. Undertaker przegrał walkę o mistrzostwo, w geście szacunku po starciu podał pas Austinowi. We wrześniu stał się antagonistą – wyjawił, że wraz z Kanem pracują dla Vince’a McMahona i zamierzają odebrać mistrzostwo Austinowi. Na Breakdown bracia zawalczyli z Austinem w trzyosobowym starciu o pas mistrzowski; Undertaker i Kane przypięli Austina jednocześnie, przez co nie można było wyłonić zwycięzcy, a pas został zawieszony. Doprowadziło to do walki pomiędzy braćmi na Judgment Day, z Austinem jako sędzią specjalnym. Z powodu stronniczego sędziowania Austina i interwencji Paula Bearera pojedynek zakończył się bez rezultatu. Dzień później na Raw is War Undertaker ponownie połączył siły z Bearerem; zapowiedział, że wspólnie stworzą „Ministry of Darkness”, które zawładnie federacją. Przyznał się też do podpalenia domu pogrzebowego rodziców.

#### Ministry of Darkness (1999)
Na Survivor Series Undertaker wziął udział w turnieju o WWF World Heavyweight Championship; w drugiej rundzie pokonał Kane’a, lecz przegrał półfinałowe starcie z The Rockiem. Po gali ponownie zwrócił swoją uwagę na Steve’a Austina. W ramach zemsty za stronnicze sędziowanie na Judgment Day zaatakował go łopatą podczas jego walki z The Rockiem. Vince McMahon zarządził Buried Alive match między rywalami na Rock Bottom. W tygodniach poprzedzających galę Undertaker próbował zabalsamować Austina żywcem, uwięził Kane’a w szpitalu psychiatrycznym, a także udało mu się ukrzyżować Austina na swoim symbolu. Mimo to, Undertaker przegrał walkę na Rock Bottom dzięki interwencji Kane’a.
W styczniu 1999 Undertaker ponownie zmienił swój wizerunek: przyjął postać mrocznego mnicha, przywódcy The Ministry of Darkness. Często wspominał, że przyjmuje rozkazy „Higher Power” („siły wyższej”), pojawiał się w czarnej szacie z kapturem, wielokrotnie zasiadał na specjalnym tronie. Z pomocą Paula Bearera oraz oddanych mu druidów Undertaker składał w ofierze dla mrocznej siły innych wrestlerów, używając przy tym różnych zaklęć; poprzez ten proces ofiary stawały się członkami Ministry of Darkness. Po zakończeniu „rekrutacji” ugrupowanie składało się z The Brood (Edge’a, Christiana i Gangrela), The Acolytes (Bradshawa i Faarooqa), Mideona oraz Viscery. Undertaker wyraził chęć przejęcia WWF, co poskutkowało rozpoczęciem rywalizacji pomiędzy The Ministry a The Corporation – grupą ściśle związaną z Vincem McMahonem, właścicielem WWF. Na WrestleManii XV Undertaker wygrał Hell in a Cell match z członkiem The Corporation, Big Boss Manem, zaś na Backlash, 25 kwietnia 1999, pokonał Kena Shamrocka.
Tej samej nocy Undertaker porwał córkę Vince’a McMahona – Stephanie. Zmusił McMahona do współpracy z jego największym rywalem, Stone Coldem Steve’em Austinem. The Undertaker próbował poślubić Stephanie wbrew jej woli w rytualnej ceremonii prowadzonej przez Paula Bearera; w ostatniej chwili został powstrzymany przez Austina. Na Over the Edge, z pomocą sędziego specjalnego – Shane’a McMahona – pokonał Austina i po raz trzeci stał się posiadaczem WWF Championship. Undertaker połączył siły z McMahonem i jego grupą, tworząc The Corporate Ministry. Niedługo później wyjawił, że to Vince McMahon był „siłą wyższą”, której rozkazy wykonywał od czasu powstania Ministry of Darkness. Na King of the Ring obronił tytuł w pojedynku z The Rockiem, dzięki interwencji Triple H’a. Działalność Corporate Ministry i współpracę z McMahonami zakończył po przegranej w starciu z Austinem na Fully Loaded w lipcu 1999.
W lecie 1999 Undertaker połączył siły z Big Showem. Na SummerSlam – walcząc jako „Unholy Alliance” – Undertaker i Big Show zdobyli WWF World Tag Team Championship, pokonując Kane’a i X-Paca. Po gali Undertaker odniósł kontuzję; od tej pory unikał walk w ringu, zamiast tego skupił się na wygłaszaniu sarkastycznych prom, a także na komentowaniu walk Big Showa. We wrześniu, zdenerwowany jego postawą Vince McMahon zagroził, że usunie go z walki wieczoru Unforgiven. W odpowiedzi Undertaker stwierdził, że „nic go to nie obchodzi i nie będzie brał udziału w niczym”. Według scenariusza Undertaker odszedł wówczas z WWF, w rzeczywistości Calaway potrzebował dłuższej przerwy od akcji w ringu, by móc wyleczyć kontuzje. W trakcie przerwy prowadził rozmowy z władzami World Championship Wrestling na temat potencjalnego powrotu do federacji, ostatecznie zdecydował się pozostać w WWE.

#### American Bad Ass (2000–2001)

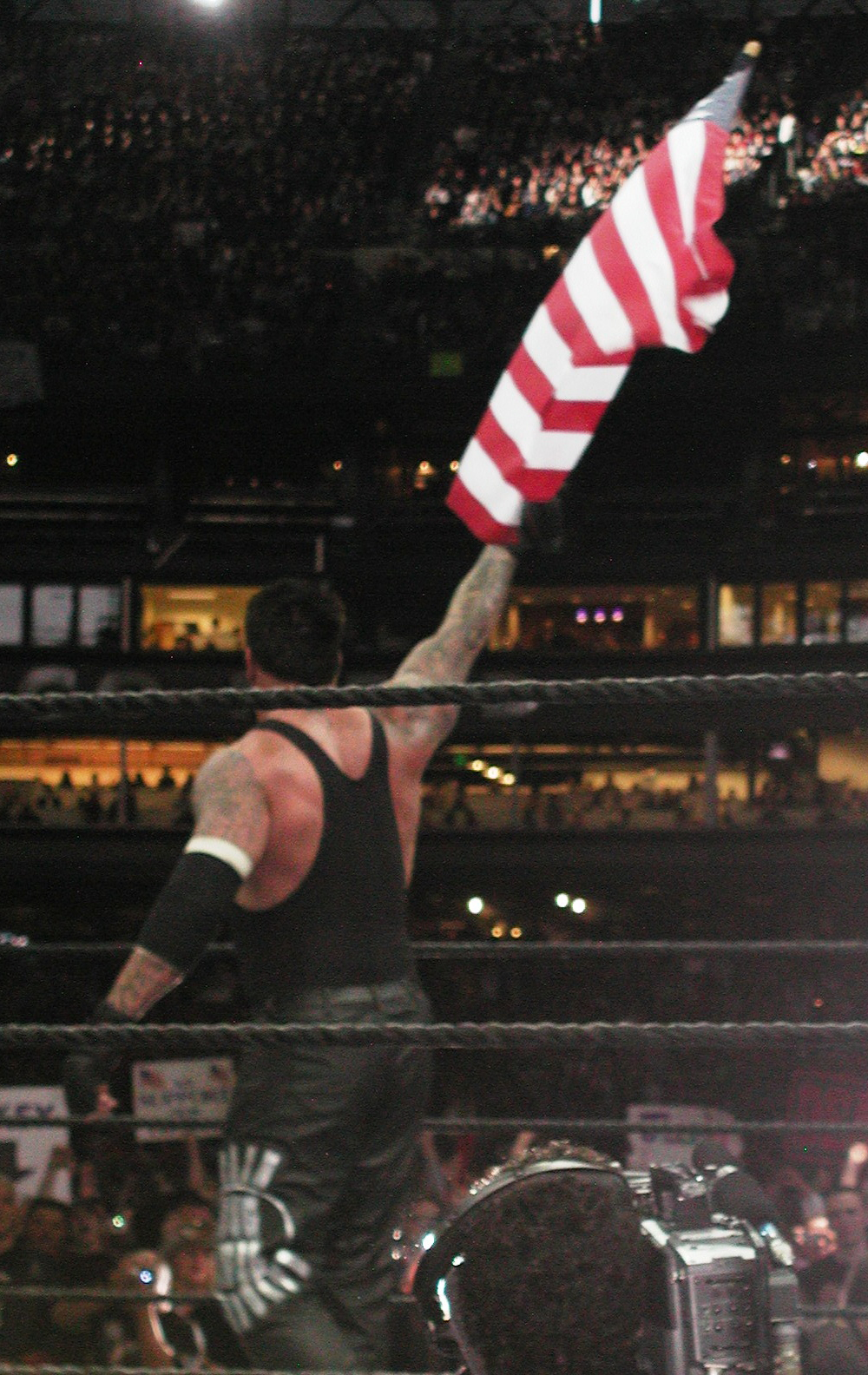
Undertaker na WrestleManii XIX

W maju 2000 Undertaker powrócił w odmienionej postaci. Przyjął wizerunek motocyklisty, wjeżdżał na arenę na motocyklu, ubierał okulary przeciwsłoneczne i bandany. Jego motywem muzycznym stał się utwór „American Bad Ass” Kida Rocka, od którego tytułu wzięło się powszechnie używane określenie nowego gimmicku. Jedynym nawiązaniem do poprzedniej postaci był charakterystyczny dźwięk gongu, poprzedzający motyw muzyczny odtwarzany przy wejściu na ring.
Do ringu wrócił na gali Judgment Day, 21 maja 2000, interweniując w Iron Man match między Triple H’em a The Rockiem. Pobił wszystkich członków The McMahon-Helmsley Faction, przez co ponownie stał się face’em. Swoją uwagę skupił na przywódcy grupy i mistrzu WWF – Triple H’u. Na King of the Ring w czerwcu połączył siły z The Rockiem i Kanem; wspólnie pokonali Triple H’a, Shane’a i Vince’a McMahonów. Po King of the Ring, Undertaker i Kane uzyskali prawo do walki z posiadaczami WWF World Tag Team Championship – Edgem i Christianem. Zmierzyli się z nimi 3 lipca, podczas Raw is War, przed zdobyciem tytułów powstrzymał ich interweniujący w starcie Kurt Angle. Rozpoczęło to krótką rywalizację między Anglem a Undertakerem, punktem kulminacyjnym której była wygrana przez Undertakera walka na gali Fully Loaded. 14 sierpnia Kane zdradził brata, atakując go po starciu przeciwko Chrisowi Benoit. Zdarzenie to doprowadziło do pojedynku pomiędzy braćmi na SummerSlam. Starcie to pozostało nierozstrzygnięte – Kane uciekł z ringu po tym, jak Undertaker zerwał mu maskę z twarzy.
Na Unforgiven Undertaker wziął udział w czteroosobowej walce o WWF Championship, lecz nie udało mu się zdobyć tytułu. Po pokonaniu Kane’a, Chrisa Benoit i Chrisa Jericho w starciu o miano pretendenckie, zmierzył się z posiadaczem WWF Championship – Kurtem Anglem. Angle pokonał pretendenta z pomocą swojego brata, Erica Angle’a, z którym zamienił się miejscami podczas walki. Undertaker zażądał miejsca w sześcioosobowym Hell in a Cell matchu o pas Angle’a, który miał się odbyć na gali Armageddon, 10 grudnia 2000. Podczas walki zrzucił Rikishiego z klatki, wykonując na nim Chokeslam; nie zdołał jednak odebrać Angle’owi mistrzostwa. 18 grudnia Undertaker połączył siły z The Rockiem w starciu z WWF World Tag Team Championami – Edgem i Christianem. Pokonali mistrzów, odbierając im tytuły, lecz utracili je zaledwie 3 dni później w walce rewanżowej, którego sędzią specjalnym był Kurt Angle.
Na początku 2001 ponownie rozpoczął współpracę z Kanem, tworząc z nim tag team The Brothers of Destruction. Bracia otrzymali szansę zdobycia WWF World Tag Team Championship na No Way Out, lecz nie zdołali pokonać Edge’a i Christiana oraz The Dudley Boyz w Three-Way Tag Team Tables matchu. Na WrestleManii X-Seven Undertaker pokonał Triple H’a, a niedługo później Brothers of Destruction rozpoczęli rywalizację z nim i jego tag team partnerem – WWF Championem Steve’em Austinem. 19 kwietnia 2001 na SmackDown! Undertaker i Kane odebrali WWF Tag Team Championship Edge’owi i Christianowi. Tytuły stracili dwa tygodnie później na Backlash, w starciu przeciwko Triple H’owi i Austinowi; na szali postawiono wówczas wszystkie pasy zawodników (WWF Tag Team Championship, Intercontinental Championship, WWF Championship). Na gali Judgment Day Undertaker zmierzył się z Austinem w walce o WWF Championship, lecz nie udało mu się zdobyć tytułu.
Podczas „The Invasion” Undertaker rywalizował z reprezentantem WCW – Diamondem Dallasem Pagem. 7 sierpnia Kane i Undertaker pokonali Chucka Palumbo i Seana O’Haire’a w starciu o WCW World Tag Team Championship. Na SummerSlam wygrali WWF Tag Team Championship, pokonując Page’a i Chrisa Kanyona w drużynowym Steel Cage matchu. 17 września bracia utracili WWF Tag Team Championship na rzecz The Dudley Boyz, a 25 września WCW World Tag Team Championship zostało im odebrane przez Bookera T oraz Testa. Na Survivor Series Brothers of Destruction połączyli siły z The Rockiem, Chrisem Jericho i Big Showem, by zawalczyć przeciwko reprezentującą WCW i ECW grupę The Alliance (Stone Cold Steve Austin, Booker T, Rob Van Dam, Shane McMahon, Kurt Angle) w dziesięcioosobowym Elimination matchu.

#### Big Evil (2001–2003)

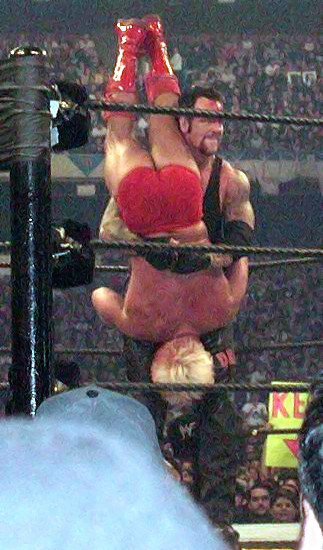
Undertaker wykonujący Tombstone Piledriver na Ricu Flairze podczas walki na WrestleManii X-8

Po pokonaniu The Alliance, Undertaker przeszedł heel turn, zmuszając komentatora Jima Rossa do dołączenia do klubu „Kiss My Ass” Vince’a McMahona. Niedługo później ściął włosy na krótko i nazwał samego siebie „Big Evil”. Na Vengeance, 9 grudnia 2001, zdobył WWF Hardcore Championship w pojedynku z Robem Van Damem.

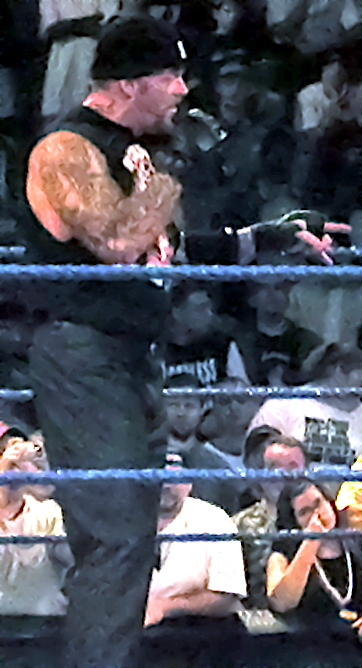
The Undertaker w 2003 roku

Na Royal Rumble w styczniu 2002 został wyeliminowany z Royal Rumble matchu przez Mavena. Wrócił do ringu i wyeliminował go w ramach zemsty, po czym brutalnie zaatakował go na zapleczu. W jednym z odcinków SmackDown! The Rock rozwścieczył Undertakera, naśmiewając się ze sposobu, w jaki zakończył się jego udział w Royal Rumble matchu. W odpowiedzi Undertaker odebrał Rockowi szansę walki o Undisputed WWF Championship. The Rock zaatakował rywala podczas walki z Mavenem, powodując jego przegraną i utratę Hardcore Championship. Rywale zmierzyli się ze sobą na No Way Out; Undertaker przegrał walkę przez interwencję Rica Flaira, co rozpoczęło kolejny feud. Flair początkowo nie zgadzał się na pojedynek z Undertakerem na WrestleManii X8. W odpowiedzi na odmowę walki, Undertaker brutalnie pobił syna Flaira, Davida, a także zagroził, że taki sam los spotka również jego córkę. Flair przyjął wyzwanie i ostatecznie został pokonany przez rywala w No Disqualification matchu na WrestleManii.
Po zakończeniu rywalizacji z Flairem, Undertaker pokonał Steve’a Austina na Backlash w walce o miano pretendenta do Undisputed WWF Championship i jeszcze tej samej nocy pomógł Hulkowi Hoganowi wygrać tenże tytuł. 19 maja, na gali Judgment Day, Undertaker pokonał Hogana, stając się nowym mistrzem. Następnej nocy na Raw został pokonany przez Roba Van Dama, jednakże z powodu pomyłki sędziego walkę powtórzono; dzięki zamieszaniu Undertaker zdołał obronić tytuł. 1 lipca pokonał Jeffa Hardy’ego w Ladder matchu, a po zakończeniu pojedynku uniósł jego rękę w geście szacunku, tym samym ponownie stając się face’em. Na Vengeance, 21 lipca, utracił WWE Undisputed Championship na rzecz The Rocka. Wkrótce Undertaker został przeniesiony z Raw do SmackDown!. Wyzwał Brocka Lesnara na pojedynek o WWE Championship; ich walka na Unforgiven zakończyła się podwójną dyskwalifikacją. Punktem kulminacyjnym rywalizacji był Hell in a Cell match na gali No Mercy, gdzie Undertaker walczył ze złamaną ręką i ostatecznie przegrał pojedynek.
Po przerwie wywołanej kontuzją odniesioną w wyniku ataku ze strony Big Showa, Undertaker powrócił na gali Royal Rumble w styczniu 2003. Miesiąc później, na No Way Out pokonał Big Showa poprzez poddanie. Po walce, dołączający się do rywalizacji A-Train próbował zaatakować Undertakera, lecz ostatecznie został powstrzymany przez Nathana Jonesa. Wkrótce ogłoszono, że Undertaker i Jones zmierzą się z Big Showem i A-Trainem w starciu drużynowym na WrestleManii XIX. Jones został zaatakowany przed starciem, przez co nie był zdolny do walki. Starcie drużynowe przemieniono wtedy w Handicap match; Undertaker zdołał pokonać Big Showa i A-Traina dzięki interwencji Jonesa.
Przez krótki czas rywalizował z Johnem Ceną; pokonał go na gali Vengeance, 27 lipca 2003. 4 września na SmackDown! zmierzył się z Kurtem Anglem w walce o WWE Championship; przed zdobyciem mistrzostwa powstrzymał go Brock Lesnar. Undertaker zawalczył przeciwko Lesnarowi na gali No Mercy; Lesnar wygrał walkę dzięki interwencji Vince’a McMahona. Undertaker wdał się w rywalizację między członkami rodziny McMahon, łącząc siły ze Stephanie – Generalną Menedżer SmackDown! – przeciwko Vince’owi, Lesnarowi i A-Trainowi. Na Survivor Series zmierzył się z właścicielem WWE w Buried Alive matchu; został pokonany i pogrzebany żywcem przez McMahona i interweniującego w pojedynek Kane’a.

#### The Deadman (2004–2007)

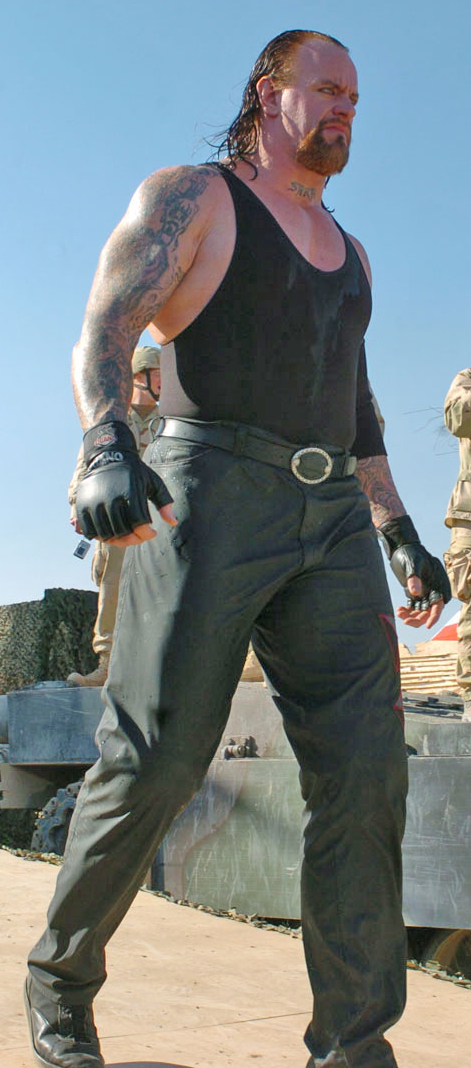
Undertaker w grudniu 2004

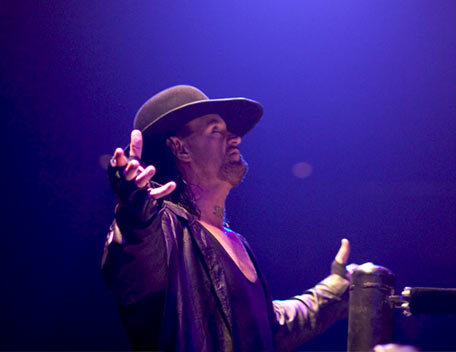
Undertaker podczas wejścia na ring w 2007

Przed WrestleManią XX, Kane zastraszany był winietami zapowiadającymi powrót Undertakera. Podczas Royal Rumble matchu uwagę Kane’a odwrócił charakterystyczny dźwięk gongu, co pozwoliło Bookerowi T wyeliminować go z walki. Z towarzyszącym mu Paulem Bearerem, Undertaker powrócił na WrestleManii XX i pokonał Kane’a, przyjmując wizerunek łączący wszystkie poprzednie gimmicki. Trzy miesiące później The Dudley Boyz porwali Bearera na zlecenie Paula Heymana. Aby odzyskać Bearera, Undertaker musiał wykonywać polecenia Heymana. Na The Great American Bash zawalczył z Dudley Boyz w Handicap matchu. Heyman nakazał Undertakerowi położyć się i dać się przypiąć, a na wypadek nieposłuszeństwa umieścił porwanego menedżera w specjalnym zbiorniku i z ręką na dźwigni zagroził, że zaleje go cementem. Ostatecznie, Undertaker wygrał to starcie; stwierdził jednak, że Bearer nie jest mu potrzebny, po czym sam pogrzebał go w zaprawie.
The Undertaker rozpoczął rywalizację z WWE Championem Johnem „Bradshawem” Layfieldem przez wyzwanie go na pojedynek na SummerSlam, który ostatecznie przegrał poprzez dyskwalifikację. Na No Mercy, Undertaker i JBL zawalczyli ze sobą w pierwszym Last Ride matchu; JBL wygrał starcie dzięki interwencji Heidenreicha. Po pokonaniu Heidenreicha na Survivor Series, Undertaker ponownie skupił się na mistrzu WWE. Na gali Armageddon wziął udział w Fatal 4-Way matchu przeciwko JBL'owi, Bookerowi T oraz Eddiemu Guerrero; nie udało mu się wygrać, z powodu kolejnej interwencji Heidenreicha. Rywalizacja zakończyła się przegranym przez Heidenreicha Casket matchem na gali Royal Rumble.
Niedługo później Randy Orton wyzwał go na pojedynek, twierdząc, że jest w stanie zakończyć zwycięską serię Undertakera na WrestleManiach. Zmierzyli się ze sobą na WrestleManii 21; Undertaker pokonał Ortona mimo interwencji ze strony jego ojca – „Cowboya” Boba Ortona. Undertaker pojawił się w jednym ze zwiastunów WrestleManii 21, sparodiował film Brudny Harry. Po dwóch miesiącach przerwy, Undertaker powrócił do SmackDown! i zawalczył z Layfieldem; przegrał pojedynek przez interwencję Ortona.
4 lipca 2005 na nagraniach SmackDown! Undertaker pokonał Daivariego – asystenta Muhammada Hassana, zawodnika o arabskim pochodzeniu, z którym miał się zmierzyć na The Great American Bash. Po walce Hassan zaczął „modlić się” na rampie, przywołując kilku zamaskowanych mężczyzn. Daivari, Hassan oraz uzbrojeni w kije i struny zamaskowani zawodnicy brutalnie zaatakowali Undertakera. Odcinek wyemitowano 7 lipca, przez co nieszczęśliwie zbiegł się on z wiadomościami o terrorystycznym ataku bombowym na Londyn. Epizod SmackDown! wywołał falę krytyki wobec wizerunku Hassana, co zmusiło WWE do przedwczesnego zakończenia rywalizacji. Undertaker pokonał Hassana na Great American Bash, a po walce kontuzjował go, kończąc jego karierę w WWE. Odcinek SmackDown! z 7 lipca 2005 do dziś uważany jest za jeden z najbardziej kontrowersyjnych w historii wrestlingu.
Pokonując Hassana, Undertaker stał się pretendentem do World Heavyweight Championship. W następnym odcinku SmackDown! przegrał miano pretendenta na rzecz Layfielda, z powodu interwencji Ortona. Przegrał też walkę z Ortonem na gali SummerSlam. Rywalizacja pomiędzy nimi nasiliła się, co doprowadziło do Handicap Casket matchu między Undertakerem a Randym i jego ojcem. Ortonowie wygrali starcie, zamknęli Undertakera w trumnie, oblali ją benzyną i podpalili. Undertaker powrócił na Survivor Series, wychodząc z płonącej trumny do ringu, w którym Orton celebrował zwycięstwo. Na Armageddon w grudniu 2005 wygrał Hell in a Cell match z Ortonem. Po zwycięstwie nie pojawił się przez następny miesiąc.

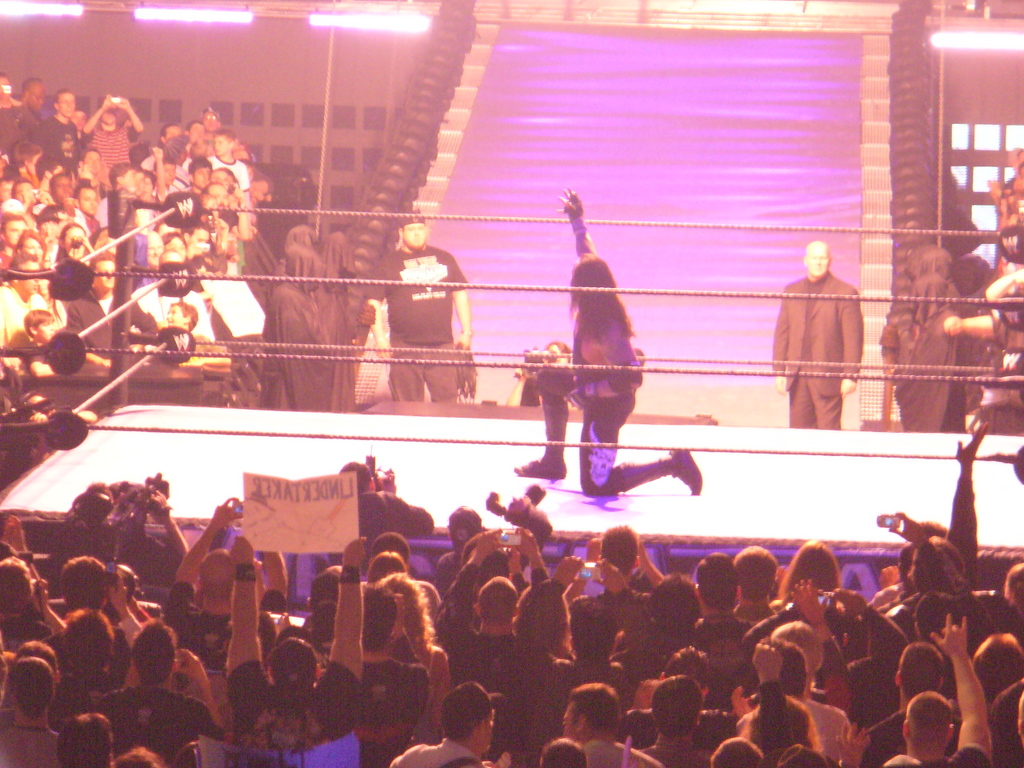
The Undertaker na WrestleManii 22.

W styczniu 2006 roku, na gali Royal Rumble, powracający Undertaker przerwał świętowanie zwycięstwa Kurta Angle’a. Miesiąc później, na No Way Out, przegrał niemal trzydziestominutowy pojedynek o World Heavyweight Championship z Anglem. Podczas walki rewanżowej na SmackDown! Mark Henry zaatakował Undertakera, uniemożliwiając mu zdobycie pasa. Doprowadziło to do starcia na WrestleManii 22, z którego zwycięsko wyszedł Undertaker. Podczas rewanżu w następnym odcinku SmackDown! zaatakował go debiutujący Great Khali.
Generalny Menedżer SmackDown – Theodore Long – ogłosił, że Undertaker i Khali zmierzą się ze sobą na Judgment Day. Undertaker przegrał tę walkę i nie pojawił się po niej w ringu aż do The Great American Bash. Na gali zmierzył się w Punjabi matchu z ECW Championem Big Showem, zastępującym niezdolnego do walki Khaliego. Undertaker wygrał pojedynek, a w następnym odcinku SmackDown! zawalczył z Kingiem Bookerem o World Heavyweight Championship; szansę zdobycia mistrzostwa odebrała mu interwencja Great Khaliego. Undertaker wyzwał rywala na Last Man Standing match na SummerSlam. Khali odmówił udziału w walce, lecz z nakazu Generalnego Menedżera zmierzył się z Undertakerem podczas SmackDown, 18 sierpnia Undertaker wygrał Last Man Standing match i zakończył rywalizację z Khalim.
Na październikowej gali No Mercy zawalczył z WWE United States Championem Mr. Kennedym; został zdyskwalifikowany po uderzeniu Kennedy’ego pasem mistrzowskim. 3 listopada na SmackDown! po raz pierwszy od 2002 połączył siły z Kanem. The Brothers of Destruction wspólnie odnieśli zwycięstwo nad Kennedym i MVP. Po przegranej w First Blood matchu przeciwko Kennedy’emu na Survivor Series, Undertaker pokonał rywala w Last Ride matchu na gali Armageddon w grudniu 2006. Wkrótce otrzymał dwie szanse zdobycia miana pretendenta do World Heavyweight Championship, jednak obie zostały zaprzepaszczone z powodu interwencji Kennedy’ego. Ich rywalizacja zakończyła się 19 stycznia, wygranym przez Kennedy’ego pojedynkiem; w walkę interweniował Batista.

#### World Heavyweight Champion (2007–2010)
Na gali Royal Rumble w styczniu 2007 The Undertaker dołączył do Royal Rumble matchu z numerem 30. i wygrał walkę, jako ostatniego eliminując Shawna Michaelsa. Rozpoczął rywalizację z World Heavyweight Championem Batistą i zmierzył się z nim na WrestleManii 23. Pokonał go, zdobywając mistrzostwo i dopisując kolejną wygraną do serii zwycięstw. Walka rewanżowa – Last Man Standing match na Backlash – zakończyła się podwójnym nokautem. Również Steel Cage match między rywalami, 11 maja na SmackDown!, zakończył się bez wyniku; nogi zawodników dotknęły podłogi w tym samym momencie. Po walce Mark Henry zaatakował zmęczonego Undertakera, po czym do ringu wbiegł Edge – zdobywca kontraktu Money in the Bank. Edge wykorzystał kontrakt na walkę i po wykonaniu Speara przypiął mistrza, pokonując go i odbierając mu World Heavyweight Championship.

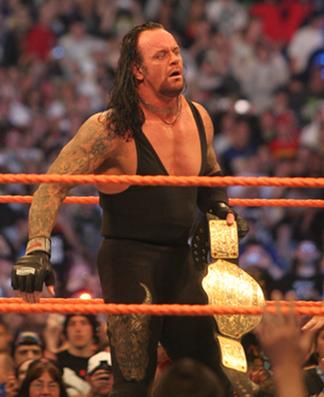
The Undertaker tuż po pokonaniu Edge’a na WrestleManii XXIV.

Podczas gdy Calaway odpoczywał od akcji w ringu, Mark Henry przechwalał się atakiem na Undertakerze. Wkrótce wypuszczono winiety zapowiadające rychły powrót byłego mistrza. Undertaker powrócił i pokonał Henry’ego w pojedynku na gali Unforgiven, 16 września 2007. Niedługo później wznowił rywalizację z posiadaczem World Heavyweight Championship – Batistą. Batista obronił tytuł mistrzowski na Cyber Sunday, w starciu, którego sędzią specjalnym był Stone Cold Steve Austin. Rywale spotkali się w ringu jeszcze raz, w Hell in a Cell matchu na gali Survivor Series. Batista wygrał starcie dzięki interwencji Edge’a. W ramach zemsty za odebranie szansy zdobycia mistrzostwa, Undertaker wykonał Tombstone Piledriver na Vickie Guerrero – Generalnej Menedżer SmackDown! i scenariuszowej partnerki Edge’a. Na gali Armageddon Undertaker zmierzył się z Edge’em i Batistą w Triple Threat matchu o pas mistrzowski; starcie wygrał Edge.
Na No Way Out Undertaker wygrał Elimination Chamber match o miano pretendenta do World Heavyweight Championship. Pokonał Edge’a na WrestleManii XXIV drogą poddania, zdobywając mistrzostwo po raz drugi Na Backlash miesiąc później pokonał Edge’a w walce rewanżowej, ponownie zmuszając go do poddania pojedynku za pomocą dźwigni Hell's Gate. Niedługo później Generalna Menedżer SmackDown uznała Hell's Gate za ruch niedozwolony i w ramach kary pozbawiła Undertakera pasa mistrzowskiego. Na gali Judgment Day w maju 2008 Undertaker pokonał Edge’a w walce o zawieszony tytuł poprzez wyliczenie pozaringowe. Guerrero zadecydowała jednak, że pas nadal pozostanie zawieszony, jako że pojedynek nie zakończył się przypięciem lub poddaniem. Edge i Undertaker zawalczyli więc jeszcze raz, na gali One Night Stand, w Tables, Ladders, and Chairs matchu. Undertaker przegrał przez interwencję La Familii i został zmuszony do opuszczenia WWE.
W ramach zemsty za zdradę Edge’a, Vickie Guerrero przywróciła Undertakera do SmackDown! i umieściła go w Hell in a Cell matchu z byłym chłopakiem. Na SummerSlam Undertaker pokonał rywala, a po zakończeniu pojedynku – ku uciesze Guerrero – wykonał Chokeslam ze szczytu drabiny na Edge'u, przebijając nim matę ringu. Undertaker nie przyjął przeprosin Guerrero i na gali Unforgiven próbował zamknąć ją w trumnie z pomocą Big Showa; ostatecznie Big Show zdradził Undertakera, atakując go. Na październikowej gali No Mercy Undertaker został znokautowany przez Big Showa, lecz na Cyber Sunday pokonał rywala w Last Man Standing matchu. Po gali wdał się w krótką rywalizację z Jeffem Hardym. Feud zakończył się w odcinku SmackDown! 14 listopada 2008, wygranym przez Hardy’ego Extreme Rules matchu; w walkę interweniował Big Show. Punktem kulminacyjnym rywalizacji pomiędzy Undertakerem a Big Showem był wygrany przez pierwszego Casket match na gali Survivor Series. Na No Way Out w lutym 2009 Undertaker wziął udział w Elimination Chamber matchu o WWE Championship, lecz nie udało mu się zdobyć tytułu.

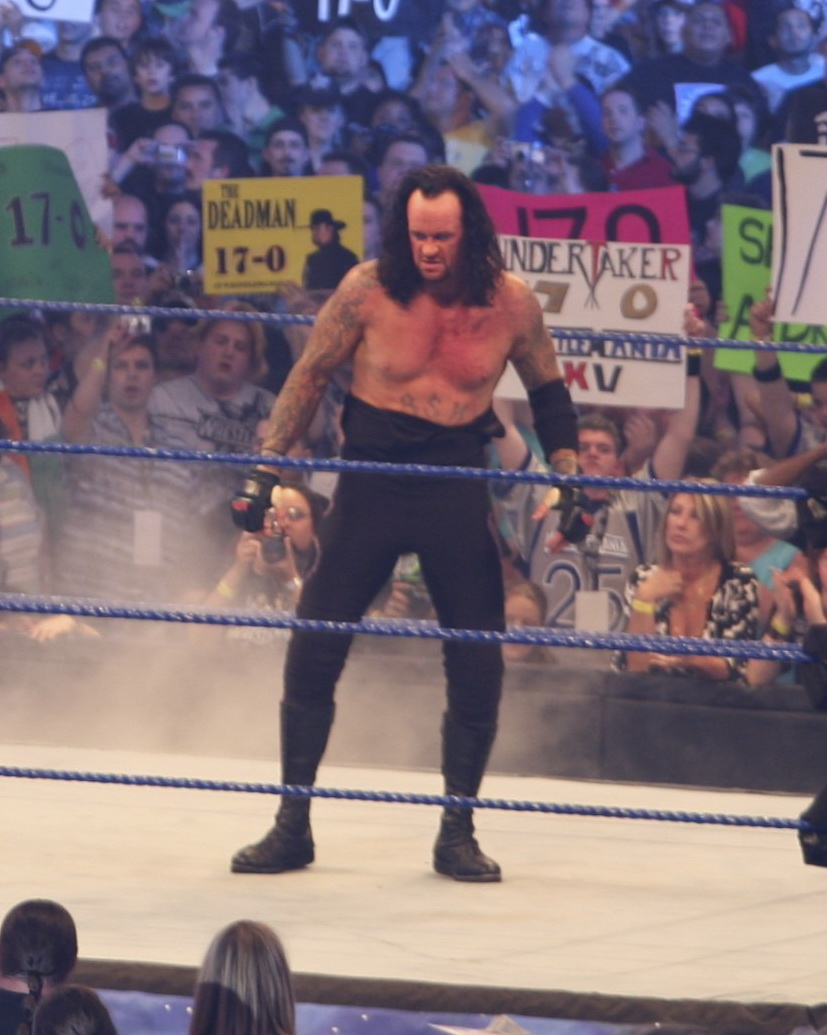
Undertaker po walce z Shawnem Michaelsem na Wrestlemanii XXV.

Po gali rozpoczął feud z Shawnem Michaelsem; rywalizacja skupiała się wokół prowadzonej przez Undertakera serii zwycięstw na WrestleManiach, jak i tego, że jeszcze nigdy nie pokonał Michaelsa w walce jeden na jeden. Punktem kulminacyjnym rywalizacji był wygrany przez Undertakera pojedynek na WrestleManii XXV. Starcie zostało bardzo wysoko ocenione przez fanów oraz krytyków i jest uważane za jedną z najlepszych walk w historii WrestleManii. 24 kwietnia na SmackDown! Undertaker został brutalnie pobity i znokautowany przez Big Showa.
Po 4 miesiącach przerwy od akcji w ringu, Undertaker powrócił na SummerSlam i zaatakował posiadacza World Heavyweight Championship – CM Punka. Na Breaking Point Undertaker pokonał Punka w Submission matchu, używając dźwigni Hell's Gate do wygrania walki i mistrzostwa. Pojedynek został zrestartowany przez Generalnego Menedżera SmackDown Teddy’ego Longa, który stwierdził, że Hell's Gate nadal jest ruchem zabronionym. Punk założył wtedy dźwignię Anaconda Vise, a sędzia Scott Armstrong zarządził zakończenie pojedynku, mimo że Undertaker nie poddał się. Sytuacja ta była odtworzeniem niesławnego „Montreal Screwjobu” z 1997 roku, który miał miejsce w tej samej arenie, co Breaking Point. W ramach zemsty, Undertaker porwał Generalnego Menedżera i zamknął go w trumnie; po uwolnieniu Teddy Long zdjął zakaz używania dźwigni Hell's Gate. CM Punk i Undertaker zmierzyli się ze sobą w Hell in a Cell matchu na gali Hell in a Cell; Undertaker wygrał starcie, odbierając rywalowi tytuł mistrzowski. Obronił mistrzostwo w walce rewanżowej przeciwko Punkowi na SmackDown!, w Fatal 4-Way matchu na Bragging Rights, w Triple Threat matchu na Survivor Series, w Chairs matchu przeciwko Batiście na gali TLC: Tables, Ladders and Chairs, a także w pojedynku z Reyem Mysterio na Royal Rumble w styczniu 2010. Wznowił też rywalizację z Shawnem Michaelsem, próbującym namówić go do walki rewanżowej na kolejnej WrestleManii.

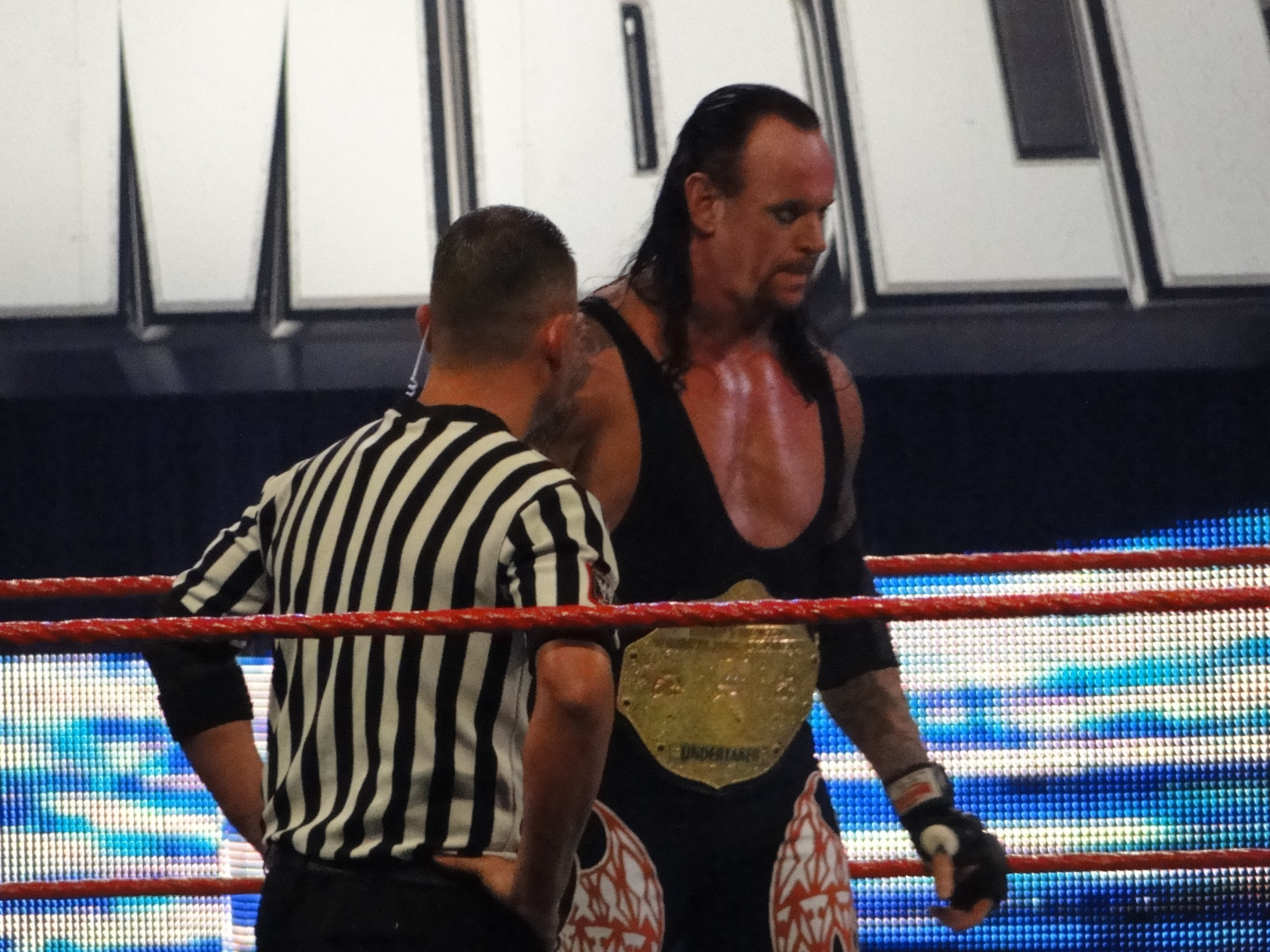
The Undertaker przed obroną tytułu podczas gali Royal Rumble w styczniu 2010

Na gali Elimination Chamber w lutym 2010 został trzykrotnie poparzony ogniem używanym podczas wejścia na ring. Pomimo oparzeń I i II stopnia na klatce piersiowej i szyi, Undertaker wziął udział w walce i utracił World Heavyweight Championship na rzecz Chrisa Jericho po tym, jak w walkę zainterweniował Shawn Michaels. Chris Jericho wielokrotnie wspominał, że pirotechnik odpowiedzialny za wypadek został natychmiast zwolniony z WWE na żądanie Calawaya.
The Undertaker przyjął wyzwanie Shawna Michaelsa na walkę na WrestleManii XXVI. Stawką walki miała być kariera Michaelsa oraz seria zwycięstw Undertakera. Starcie na WrestleManii wygrał Undertaker, przez co Shawn Michaels został zmuszony do odejści na emeryturę. 28 maja Undertaker pokonał Reya Mysterio w pojedynku o miejsce w Fatal 4-Way matchu o World Heavyweight Championship. Podczas walki Undertaker doznał wstrząśnienia mózgu, złamania kości czołowej i nosa. Aby wyjaśnić nieobecność Undertakera w programach telewizyjnych, Kane wyjawił, że po walce odnalazł brata w stanie wegetatywnym. Mysterio zastąpił Undertakera w Fatal 4-Way matchu i wygrał tytuł mistrzowski. Kane próbował dowiedzieć się, kto zaatakował Undertakera; w trakcie trwania storyline'u pokonał Mysterio, odbierając mu mistrzostwo. Kane i Mysterio rywalizowali ze sobą, obwiniając się nawzajem o atak na Undertakera.
Undertaker powrócił na SummerSlam, by skonfrontować się z Kane’em i Mysterio. Kane okazał się silniejszy od starszego brata, wykonał na nim Tombstone Piledriver i przyznał się do ataku sprzed kilku miesięcy. Przez następne tygodnie bracia rywalizowali o World Heavyweight Championship. Undertaker przegrał walkę na Night of Champions. W jednym z odcinków SmackDown! powrócił wieloletni menedżer Undertakera – Paul Bearer. Jednakże, na gali Hell in a Cell, Bearer zdradził Undertakera i pomógł Kane’owi wygrać Hell in a Cell match. Rywalizacja zakończyła się na Bragging Rights, gdzie Kane oraz interweniująca w Buried Alive match grupa The Nexus pogrzebali Undertakera żywcem.

#### Obrona i koniec serii zwycięstw (2011–2014)

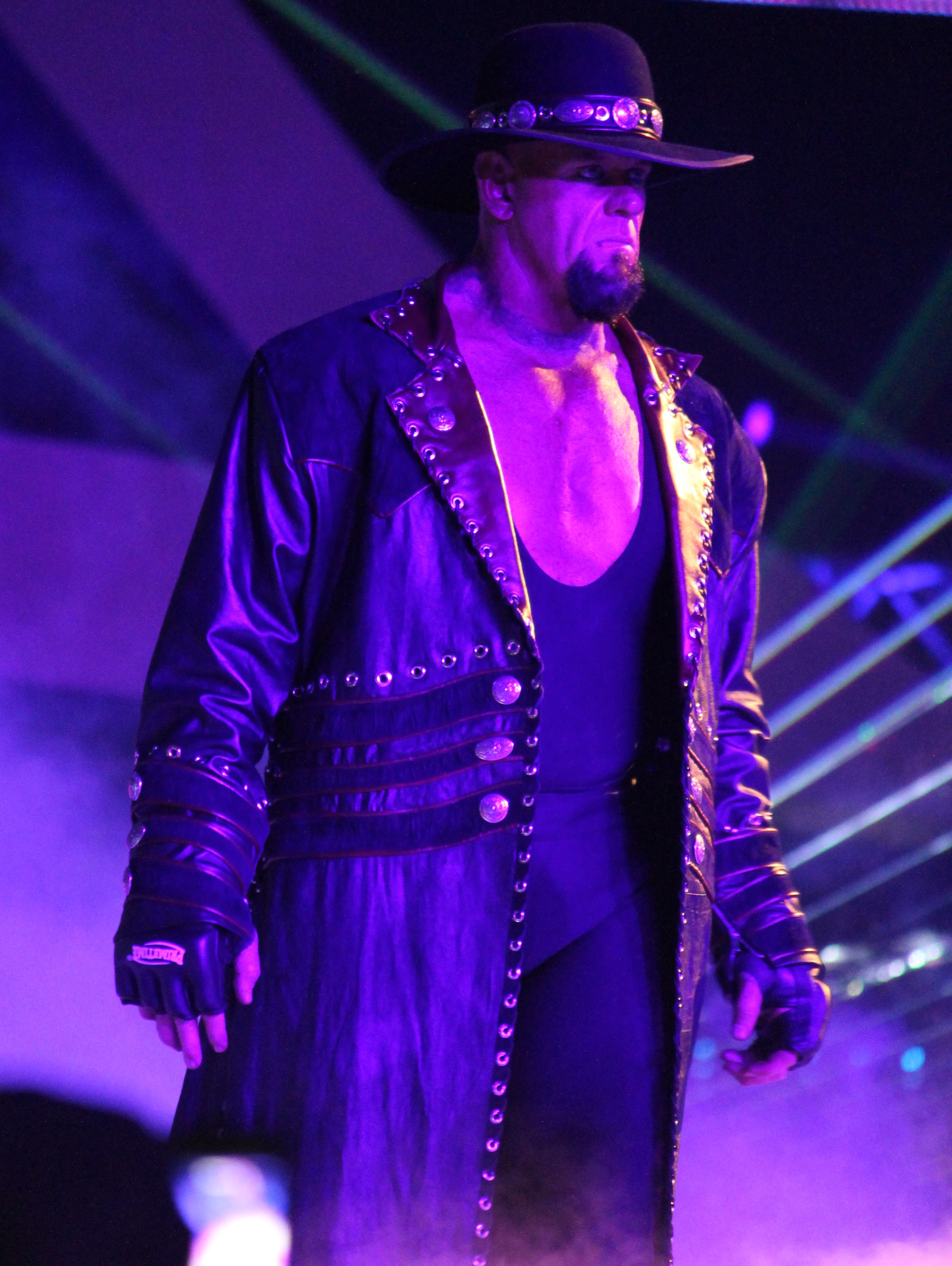
Undertaker w drodze do ringu na WrestleManii XXX

W styczniu 2011 WWE zaczęło publikować krótkie filmiki zapowiadające powrót Undertakera; wszystkie kończyły się datą 2–21–11 „wypalaną” na ekranie. 21 lutego na Raw Undertaker powrócił, lecz przed wygłoszeniem proma powstrzymał go również powracający po przerwie Triple H. Rywale zmierzyli się ze sobą na WrestleManii XXVII w No Holds Barred matchu; Undertaker pokonał Triple H’a, nie zdołał jednak wyjść z areny o własnych siłach.
30 stycznia 2012, po niemal roku przerwy od akcji w ringu, Undertaker powrócił by po raz kolejny skonfrontować się z Triple H’em. 13 lutego na Raw Triple H odrzucił wyzwanie na walkę rewanżową na nadchodzącej WrestleManii XXVIII. W odpowiedzi Undertaker sprowokował rywala, mówiąc, że ten „od zawsze żył w cieniu Shawna Michaelsa”. Triple H zgodził się na walkę, pod warunkiem, że będzie to Hell in a Cell match. Wkrótce ogłoszono, że Shawn Michaels zostanie sędzią specjalnym pojedynku. Na gali Undertaker ponownie pokonał Triple H’a, dopisując kolejną, dwudziestą już wygraną do serii zwycięstw. Po walce Undertaker i Michaels ramię w ramię zanieśli Triple H’a na rampę, po czym trzej zawodnicy objęli się i razem wyszli na zaplecze. Undertaker pojawił się 23 lipca, na tysięcznym odcinku Raw, pomagając Kane’owi zmierzyć się z Jinderem Mahalem, Curtem Hawkinsem, Tylerem Reksem, Hunico, Camacho i Drew McIntyre’em.
The Undertaker rozpoczął swoim wejściem Old School Raw, 4 marca 2013. CM Punk, Randy Orton, Big Show i Sheamus zawalczyli w Fatal 4-Way matchu, mającym wyłonić przeciwnika Undertakera na WrestleManii 29; starcie wygrał CM Punk. Po śmierci Paula Bearera CM Punk zaczął obrażać zmarłego menedżera, dopuszczając się nawet kradzieży urny Bearera i ataku na Kanie. Ostatecznie Undertaker pokonał Punka na WrestleManii. Następnej nocy na Raw chciał oddać szacunek Bearerowi, jednak przerwała mu grupa The Shield. Ugrupowanie próbowało zaatakować Undertakera, ten jednak zdołał się obronić z pomocą Team Hell No (Kane’a i Daniela Bryana). 22 kwietnia na Raw Undertaker, Kane i Daniel Bryan przegrali 6-Man Tag Team match przeciwko The Shield. W następnym odcinku SmackDown Undertaker pokonał Deana Ambrose’a, lecz po walce stał się ofiarą kolejnego ataku; The Shield wykonało na nim Powerbomb, łamiąc stół komentatorski.
24 lutego 2014 Undertaker powrócił, by przyjąć wyzwanie na walkę z Brockiem Lesnarem na WrestleManii XXX. Po dwudziestu pięciu minutach walki i wykonaniu trzech F-5, Lesnar wygrał pojedynek poprzez przypięcie, kończąc serię zwycięstw Undertakera. Po walce Undertaker musiał zostać przewieziony do szpitala z powodu poważnego wstrząśnienia mózgu, którego doznał na samym początku pojedynku.

#### Ostatnie rywalizacje (2015–2017)

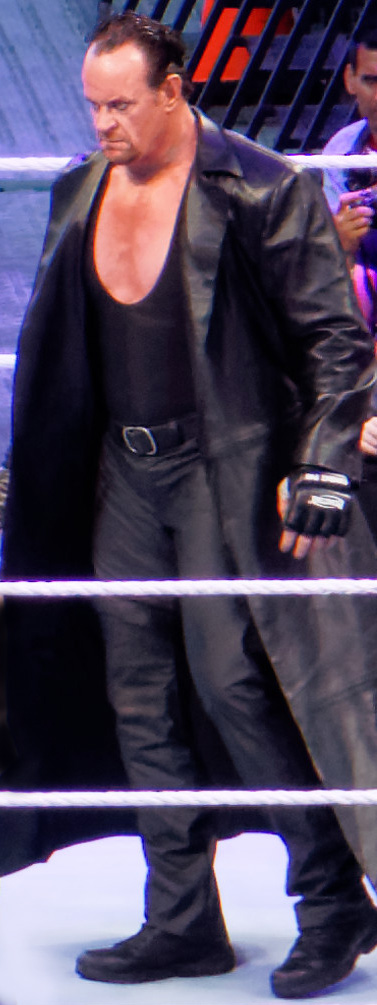
Undertaker przed starciem z Brayem Wyattem podczas WrestleManii 31

Podczas gali Fastlane w lutym 2015 Bray Wyatt wyzwał Undertakera na pojedynek na WrestleManii 31. 9 marca Undertaker przyjął wyzwanie Na WrestleManii, 29 marca 2015, Undertaker pokonał Wyatta używając dwóch Tombstone Piledriverów.
Powrócił na gali Battleground, 19 lipca, atakując Brocka Lesnara podczas jego walki z Sethem Rollinsem o WWE World Heavyweight Championship. Następnej nocy na Raw Undertaker wyjaśnił, że nie chodzi mu o zemstę za przerwanie serii, lecz o karę za ciągłe drwiny ze strony menedżera Lesnara – Paula Heymana. Tej samej nocy Undertaker i Lesnar wdali się w bójkę na ringu i, choć reszcie rosteru WWE udało się ich rozdzielić, później rywale kontynuowali bójkę również na zapleczu; ostatecznie interweniowała policja. Na gali SummerSlam Undertaker kontrowersyjnie pokonał Brocka Lesnara; Undertaker poddał się złapany w Kimurę przez Lesnara, gong kończący walkę zabił, jednak jako że sędzia nie widział, jak Undertaker się poddaje, starcie wciąż trwało. Po użyciu low blowu Undertaker złapał Lesnara w Hell's Gate. Wkrótce Lesnar stracił przytomność, dzięki czemu Undertaker odnotował zwycięstwo. Na gali Hell in a Cell Undertaker został pokonany w kończącym rywalizację Hell in a Cell matchu po przyjęciu low blowu i trzeciego F-5 od Lesnara.
Po walce Undertaker otrzymał owację na stojąco od fanów, lecz chwilę później został zaatakowany przez The Wyatt Family i wyniesiony z ringu. Wyatt Family podobnie uczyniło z Kanem w kolejnym odcinku Raw. Bracia powrócili na Raw, 9 listopada, atakując The Wyatt Family. Na celebrującej 25-lecie kariery Undertakera gali Survivor Series The Brothers of Destruction pokonali Braya Wyatta i Luke’a Harpera w starciu drużynowym.
22 lutego na Raw, po siedmiu latach nieobecności w WWE powrócił Shane McMahon. Jego ojciec – Vince McMahon – umieścił go w Hell in a Cell matchu na WrestleManii 32 przeciwko Undertakerowi, pod nietypowym warunkiem. Jeżeli walkę wygrałby Shane, dostałby on pełną kontrolę nad Raw. Undertaker powrócił na Raw tydzień później, by odnieść się do wydarzeń. Stwierdził, że „krew Shane’a nie spocznie na jego dłoniach, lecz na dłoniach Vince’a”. 14 marca na Raw, Shane i Undertaker wdali się w bójkę, po kolejnej konfrontacji. Tydzień później Vince McMahon zapowiedział, że „jeśli The Undertaker przegra, będzie to jego ostatnia WrestleMania”. Na gali, Undertaker pokonał Shane’a McMahona.
Undertaker powrócił do telewizji w 900. odcinku tygodniówki SmackDown podczas segmentu Cutting Edge. Skonfrontował się z drużyną reprezentującą brand SmackDown i zagroził konsekwencjami w przypadku porażki przeciwko drużynie Raw na Survivor Series; ostatecznie SmackDown wygrało walkę na gali.
Po raz kolejny pojawił się dopiero 9 stycznia 2017 podczas tygodniówki Raw; ogłosił wówczas swoje uczestnictwo w Royal Rumble matchu. Na gali Royal Rumble dołączył do starcia jako 29. uczestnik. Wyeliminował z walki Goldberga, The Miza, barona Corbina i Samiego Zayna, lecz został wyrzucony z ringu przez Romana Reignsa. 6 marca Undertaker skonfrontował się z Reignsem i jego rywalem – Braunem Strowmanem. Strowman szybko opuścił ring, Reigns natomiast został potraktowany Chokeslamem. Toczona przez następne tygodnie rywalizacja doprowadziła do zamykającego galę No Holds Barred matchu między Undertakerem a Reignsem na WrestleManii 33, 2 kwietnia 2017. Undertaker przegrał pojedynek po przyjęciu piątego Speara; po walce ułożył swoje rękawice, płaszcz i kapelusz na środku ringu, a po chwili spędzonej z żoną udał się na zaplecze z pięścią uniesioną ku górze. Galę zakończyło trzykrotne uderzenie gongu, charakterystyczne dla wszystkich motywów muzycznych Undertakera.

#### Sporadyczne występy po 2017
22 stycznia 2018 The Undertaker pojawił się na specjalnym odcinku Raw, celebrującym 25. rocznicę pierwszej emisji programu. W tygodniach poprzedzających WrestleManię 34 John Cena wyzwał Undertakera na pojedynek. Podczas kwietniowej gali Cena, dotąd biernie przyglądający się WrestleManii z pozycji fana, skonfrontował się z Eliasem; Cena wygrał bijatykę. Gdy gotów był opuścić arenę, zgasło światło, a w ringu pojawiły się płaszcz i kapelusz Undertakera, dokładnie w miejscu gdzie pozostawił je rok wcześniej. Ulegając błaganiom Ceny, Undertaker wyszedł do ringu i pokonał go w zaledwie trzy-minutowym squash matchu. Trzy tygodnie później, na Greatest Royal Rumble, Undertaker pokonał Ruseva w casket matchu.
6 października 2018, na Super Show-Down w Australii, Undertaker zmierzył się z Triple H′em w walce bez dyskwalifikacji. Walkę zapowiadano jako ostatnią, w której towarzyszyć wrestlerom mieli kolejno Kane i Shawn Michaels. Undertaker przegrał pojedynek po interwencji Michaelsa; po walce zawodnicy podali sobie ręce na znak szacunku, lecz po chwili Kane i Undertaker niespodziewanie zaatakowali Triple H′a i Michaelsa. Wydarzenie skutkowało negatywnie odebraną walką między dwoma tag teamami na Crown Jewel, którą Undertaker i Kane przegrali.
8 kwietnia 2019, noc po WrestleManii 35 (pierwsza bez udziału Undertakera od 19 lat), Undertaker zaatakował Eliasa, przerywając jego występ muzyczny. Na Super ShowDown w Arabii Saudyjskiej, Undertaker zawalczył z Goldbergiem. Przed rozpoczęciem pojedynku Goldberg doznał wstrząśnienia mózgu, przez co walka nie przebiegła zgodnie z planem; została bardzo negatywnie przyjęta przez szereg krytyków, sam Undertaker przyznał, że walka była „niemal katastrofą”. 24 czerwca Undertaker zainterweniował w handicap match między Romanem Reignsem a Shane’em McMahonem i Drew McIntyre’em, stając po stronie Reignsa. Na Extreme Rules w lipcu, Undertaker i Reigns pokonali McMahona i McIntyre′a w drużynowej walce bez dyskwalifikacji.
Kolejny występ Undertakera przypadł na gauntlet match podczas Super ShowDown, 27 lutego 2020. Zastąpił kontuzjowanego Reya Mysterio i wygrał walkę, pokonując AJ-a Stylesa. W kolejnych tygodniach Styles prowokował Undertakera, a ten w odpowiedzi zainterweniował w walkę Stylesa na Elimination Chamber. Następnej nocy Styles wyzwał rywala na walkę na WrestleManii 36; w kolejnych tygodniach wznowił zaczepki, zwracając się do Undertakera jego prawdziwym imieniem, a nawet obrażając jego żonę, Michelle McCool. Wobec wypowiedzi Stylesa, Undertaker porzucił gimmick nieumarłego, wracając do wizerunku z lat 2000−2003, znacznie bardziej bliskiego samemu Calawayowi. Rywale zmierzyli się ze sobą w Boneyard matchu. Walka została nagrana przed WrestleManią, poza areną na ustronnym terenie; szczegółowo oskryptowana i bogata w wiele kadrów kamery nie przypominała tradycyjnej walki wrestlerskiej, obierając bardziej kierunek krótkometrażowego filmu akcji. Mimo interwencji Gallowsa i Andersona, Undertaker wyszedł z walki zwycięsko, zakopując Stylesa żywcem.
Po WrestleManii WWE zaczęło publikować 5-odcinkową serię dokumentów The Last Ride, traktujących o poprzednich trzech latach Undertakera z punktu widzenia samego Calawaya. W ostatnim, opublikowanym 21 czerwca 2020, Calaway stwierdził, że „nie czuje [już] potrzeby powrotu do ringu”; jego oficjalny status aktywności zawodowej pozostaje jednak niepotwierdzony.

## Życie prywatne
Calaway poślubił swoją pierwszą żonę, Jodi Lynn, w 1989 roku. Ich syn, Gunner, urodził się w 1993, a ich małżeństwo zakończyło się w 1999. Swoją drugą żonę, Sarę, poślubił 21 lipca 2000 roku w St. Petersburgu na Florydzie. Mają razem dwie córki: Chasey (ur. 21 listopada 2002) i Gracie (ur. 15 maja 2002). Po rozwodzie, do którego doszło w 2007 roku, Calaway związał się z wrestlerką Michelle McCool, którą poślubił 26 czerwca 2010 w Houston w Teksasie. 1 sierpnia 2012 ogłoszono, że para spodziewa się dziecka, a ich córka, Kaia Faith Calaway, urodziła się 29 sierpnia 2012.
Calaway jest inwestorem nieruchomości. Wraz ze swoim partnerem biznesowym, Scottem Everhartem, posiada warty 2.7 miliona dolarów budynek „The Calahart” w Loveland w Kolorado. Calaway i jego była żona, Sara, założyli fundację Zeus Compton Calaway Save The Animals w Texas A&M College of Veterinary Medicine & Biomedical Sciences, by pomóc finansowo w leczeniu chorych psów. Wraz z żoną i Markiem Henrym udziela się też w fundacji Cheyanna’s Champions 4 Children, która pomaga dzieciom cierpiącym na rzadkie lub niezdiagnozowane jeszcze choroby.

### Mieszane sztuki walki
Calaway trenował u Rollesa Gracie, został nagrodzony czarnym pasem w brazylijskim jiu-jitsu.
Jest wielkim fanem boksu i mieszanych sztuk walki. Niósł flagę Stanów Zjednoczonych drużyny Manny’ego Pacquiao podczas walki Pacquiao kontra Velásquez w 2005. Kilka razy był obecny na widowni podczas eventów Ultimate Fighting Championship (UFC). Na UFC 121 skonfrontował się z Brockiem Lesnarem po jego walce z Cainem Velasquezem. Rękawice, których używał w ringu i dźwignia Hell's Gate (zmodyfikowana gogoplata) były inspirowane mieszanymi sztukami walki.

## Inne media
W 1994 WWE wydało Undertaker – He Buries Them Alive – kompilację pięciu walk Undertakera z 1994 roku. Siedem lat później opublikowano This Is My Yard, wideo VHS obejmujące karierę Calawaya od debiutu w World Championship Wrestling po rok 2001; jest to jedyna biografia z komentarzem samego Calawaya. W 2005 wydano Tombstone – The History of the Undertaker, przedstawiające 15 lat Undertakera w WWE, w 2010 zaś – The Undertaker's Deadliest Matches będące kompilacją najciekawszych walk zawodnika. Dwa lata później, z okazji dwudziestego zwycięstwa Undertakera na WrestleManiach, WWE wydało The Streak – 20-0, a w 2014 zaktualizowaną edycję The Streak R.I.P Edition 21-1.
W latach 1999–2000 Chaos! Comics wydało serię komiksów Undertaker; komiksy oparte były na postaci The Undertakera i skupiały się na elementach nadnaturalnych.
Postać Undertakera pojawiła się w 49 oficjalnych grach komputerowych WWE, poczynając od wydanego w 1992 WWF Steel Cage Challenge. 1 sierpnia 2013 2K Games ogłosiło, że edycja kolekcjonerska WWE 2K14 – Phenom Edition – będzie zawierać bonusy związane tematycznie z wizerunkiem wrestlera; podobną edycję specjalną otrzymała gra WWE SmackDown vs. Raw 2011.
W 2015, z okazji 25. rocznicy debiutu Undertakera w WWE, wydano Undertaker: 25 Years of Destruction autorstwa Kevina Sullivana. Książka przedstawiała karierę zawodnika począwszy od debiutu na Survivor Series w 1990 po WrestleManię 31.
Undertaker jest rekordzistą pod względem pojawiania się na plakatach promujących gale pay-per-view WWE – jego postać pojawiła się na 61 plakatach (stan z 2015).

## Filmografia

### Filmy
| Rok  | Tytuł                              | Rola           | Uwagi             | Źródło  |
| ---- | ---------------------------------- | -------------- | ----------------- | ------- |
| 1991 | Kosmita z przedmieścia             | Hutch          |                   | [ 322 ] |
| 1999 | Beyond the Mat                     | on sam         | Film dokumentalny | [ 322 ] |
| 2015 | Flintstonowie: Wielkie Łubu-dubu   | The Undertaker | Głos              | [ 322 ] |
| 2016 | Scooby-Doo! i WWE: Potworny wyścig | The Undertaker | Głos              | [ 322 ] |
| 2017 | Surf’s Up 2: WaveMania             | The Undertaker | Głos              | [ 322 ] |

### Telewizja
| Rok  | Tytuł                                  | Rola           | Uwagi                              | Źródło  |
| ---- | -------------------------------------- | -------------- | ---------------------------------- | ------- |
| 1994 | Live! with Regis and Kathie Lee        | The Undertaker |                                    | [ 322 ] |
| 1999 | Mroczne dziedzictwo                    | Demon          | Wystąpił w dwóch odcinkach         | [ 322 ] |
| 1999 | Downtown                               | The Undertaker | Odcinek „The Con”                  | [ 322 ] |
| 1999 | Zapasy na śmierć i życie               | The Undertaker | Głos Odcinek „Halloween Episode I” | [ 322 ] |
| 2001 | America’s Most Wanted                  | The Undertaker |                                    | [ 322 ] |
| 2003 | Jimmy Kimmel Live!                     | on sam         |                                    | [ 322 ] |
| 2015 | The Tonight Show Starring Jimmy Fallon | The Undertaker |                                    | [ 322 ] |

## Mistrzostwa i osiągnięcia
- Pro Wrestling Illustrated
  - Powrót roku (2015)[323]

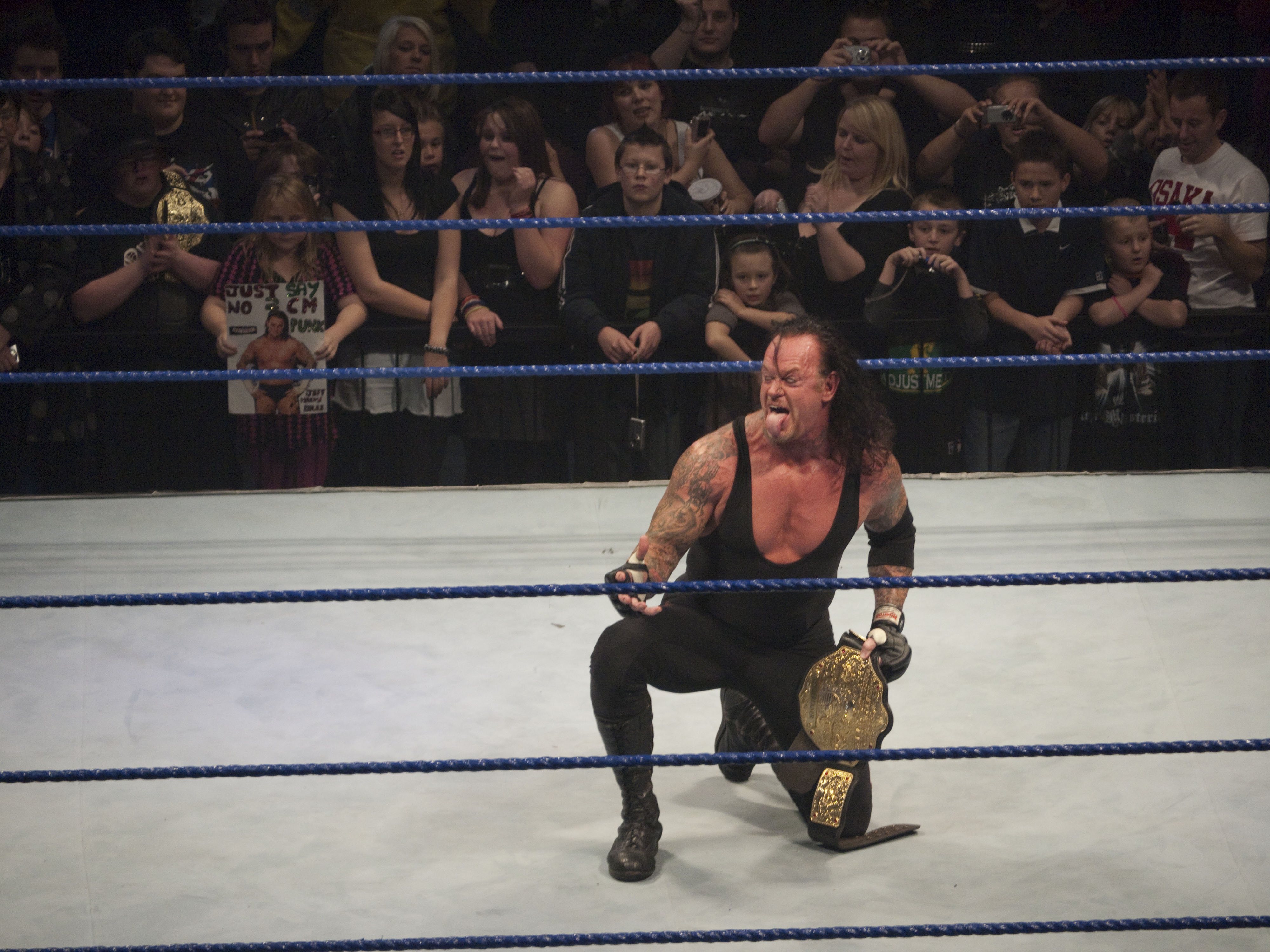
The Undertaker jest trzykrotnym zdobywcą World Heavyweight Championship.

  - Feud roku (1991) vs. The Ultimate Warrior[323]
  - Feud roku (2015) vs. Brock Lesnar[323]
  - Walka roku (1998) vs. Mankind w Hell in a Cell matchu na gali King of the Ring[323]
  - Walka roku (2009) vs. Shawn Michaels na WrestleManii XXV[323]
  - Walka roku (2010) vs. Shawn Michaels na WrestleManii XXVI[323]
  - Walka roku (2012) vs. Triple H w Hell in a Cell matchu na WrestleManii XXVIII[323]
  - PWI umieściło go na 2. miejscu w rankingu PWI 500 w 2002[324]
  - PWI umieściło go na 21. miejscu w rankingu PWI Years[325]
- United States Wrestling Association
  - USWA Unified World Heavyweight Championship (1 raz)[326]
- World Class Wrestling Association
  - WCWA Texas Heavyweight Championship (1 raz)[326]
- World Wrestling Federation/Entertainment/WWE
  - WCW Tag Team Championship (1 raz) – z Kanem[326]
  - World Heavyweight Championship (3 razy)[326]
  - WWF/E Championship (4 razy)[326]
  - WWF Hardcore Championship (1 raz)[326]
  - WWF Tag Team Championship (6 razy) – z Stone Coldem Steve’em Austinem (1), Big Showem (2), The Rockiem (1) i Kanem (2)[326]
  - Royal Rumble (2007)[198]
  - Slammy Awards (12 razy)
    - Most Intimidating (1994)[327]
    - WWF's Greatest Hit (1996)[328]
    - Best Entrance Music (1997)[328]
    - Best Tattoo (1997)[328]
    - Star of the Highest Magnitude (1997)[328]
    - Match of the Year (2009, 2012, 2015) vs. Shawn Michaels na WrestleManii XXV, vs Triple H w Hell in a Cell Matchu na WrestleManii XXVIII, vs. Brock Lesnar na Hell in a Cell[329][330][331]
    - Moment of the Year (2010) vs. Shawn Michaels na WrestleManii XXVI[332]
    - OMG Moment of the Year (2011) Odkopanie z Tombstone Piledriveru Triple H’a na WrestleManii XXVII[333]
    - Rivalry of the Year (2015) vs. Brock Lesnar[334]
- Wrestling Observer Newsletter
  - 5 Star Match (1997) vs. Shawn Michaels w Hell in a Cell matchu na gali Badd Blood: In Your House[335]
  - Najlepszy gimmick (1990–1994)[336]
  - Najlepszy heel (1991)[336]
  - Najlepszy feud (2007) vs. Batista[336]
  - Najlepsza walka w wrestlingu (2009) vs. Shawn Michaels na WrestleManii XXV[336]
  - Najlepsza walka w wrestlingu (2010) vs. Shawn Michaels na WrestleManii XXVI[336]
  - Najbardziej przeceniany wrestler (2001)[336]
  - Najmniej lubiany przez czytelników (2001)[336]
  - Najgorszy feud (1993) vs. Giant González[336]
  - Najgorsza walka roku (2001) z Kanem vs. KroniK na gali Unforgiven[336]
  - Najbardziej odrażające zagranie (2005) segment z Muhammadem Hassanem z 7 lipca 2005[336]
  - Wrestling Observer Newsletter Hall of Fame (2004)[337]
- Inne
  - Eyegore Award (2000)[338]

## The Streak

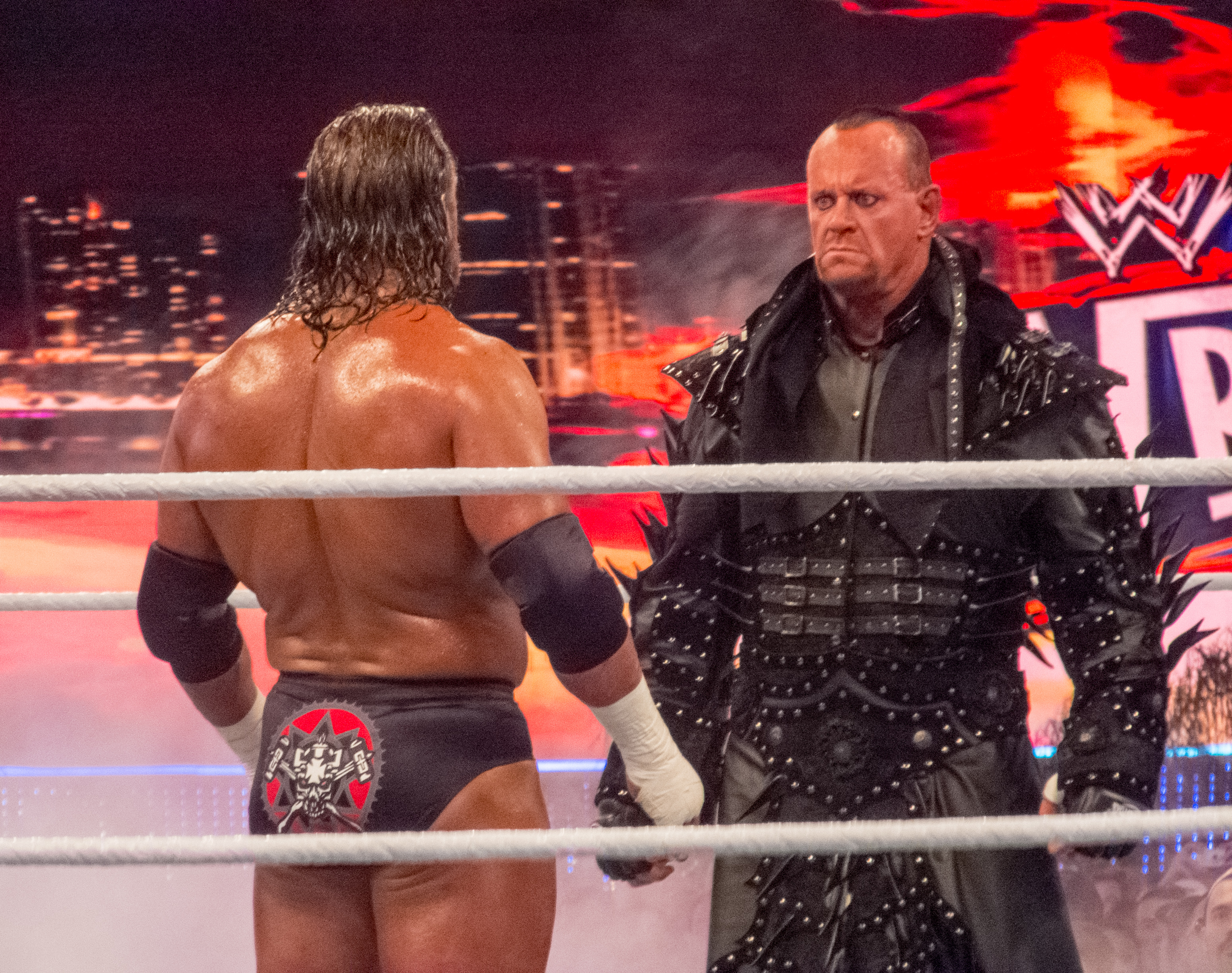
Undertaker i Triple H przed walką na WrestleManii XXVIII.

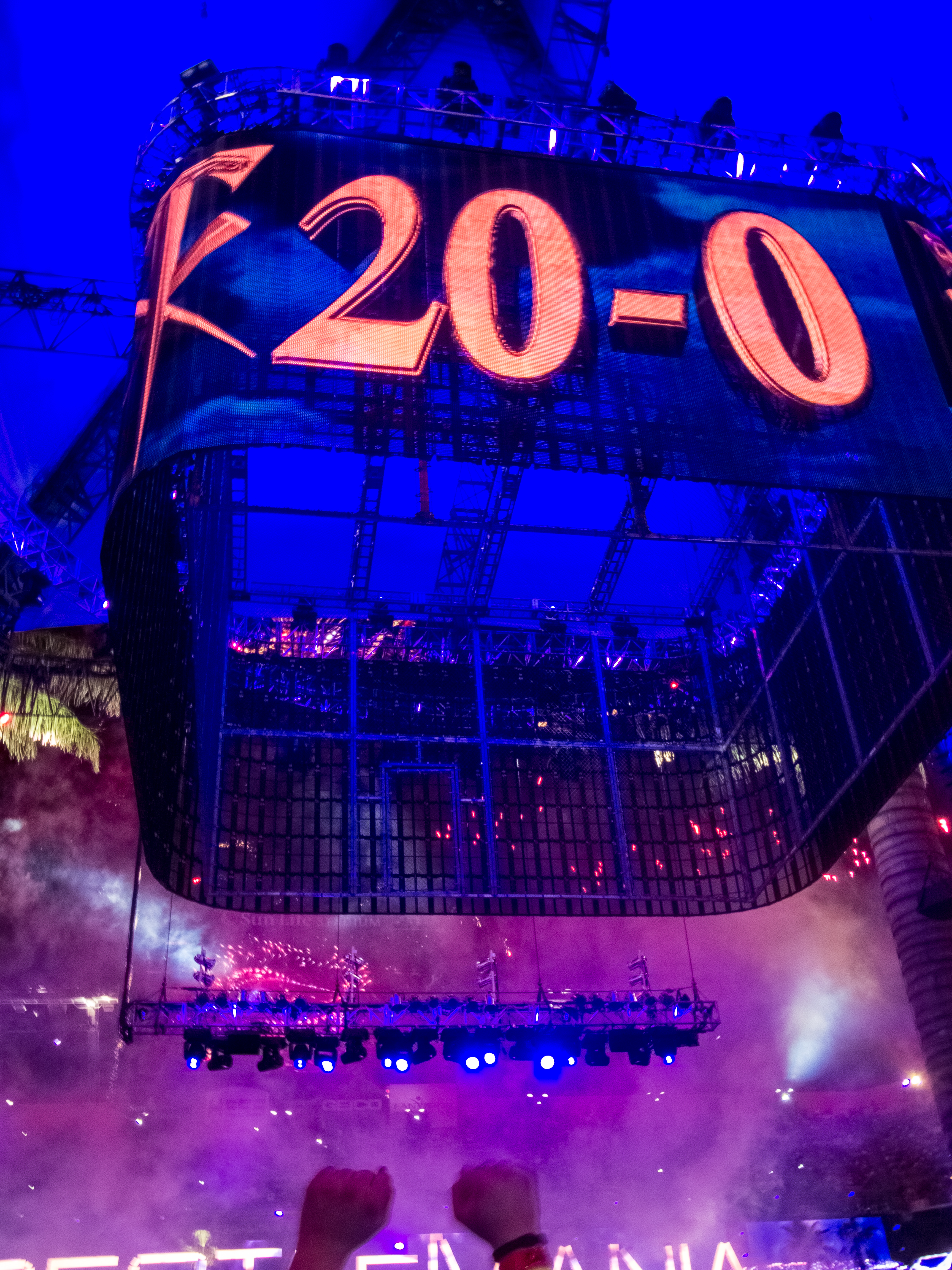
Titantron po dwudziestym zwycięstwie Undertakera

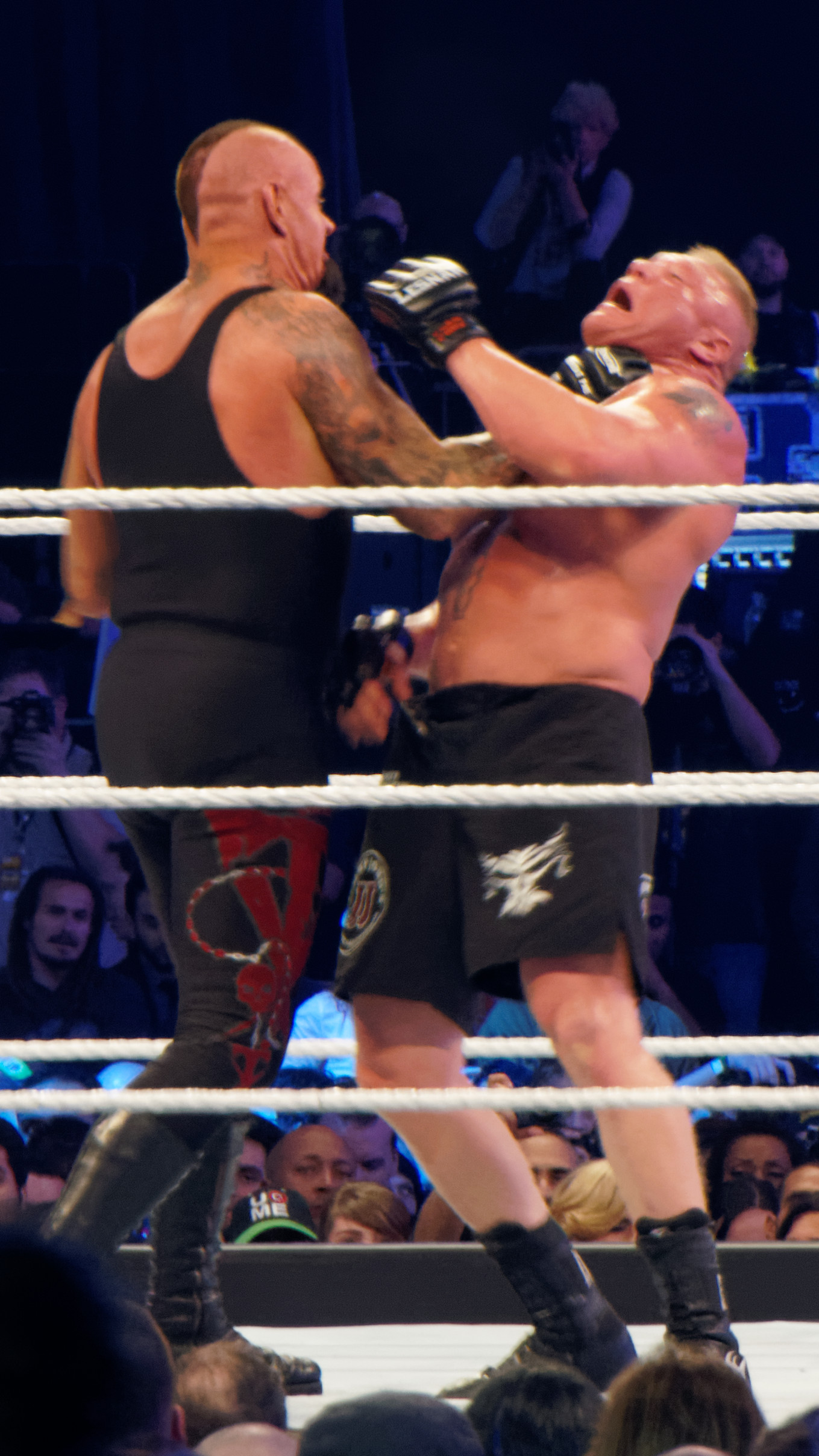
The Undertaker walczący z Brockiem Lesnarem na WrestleManii XXX

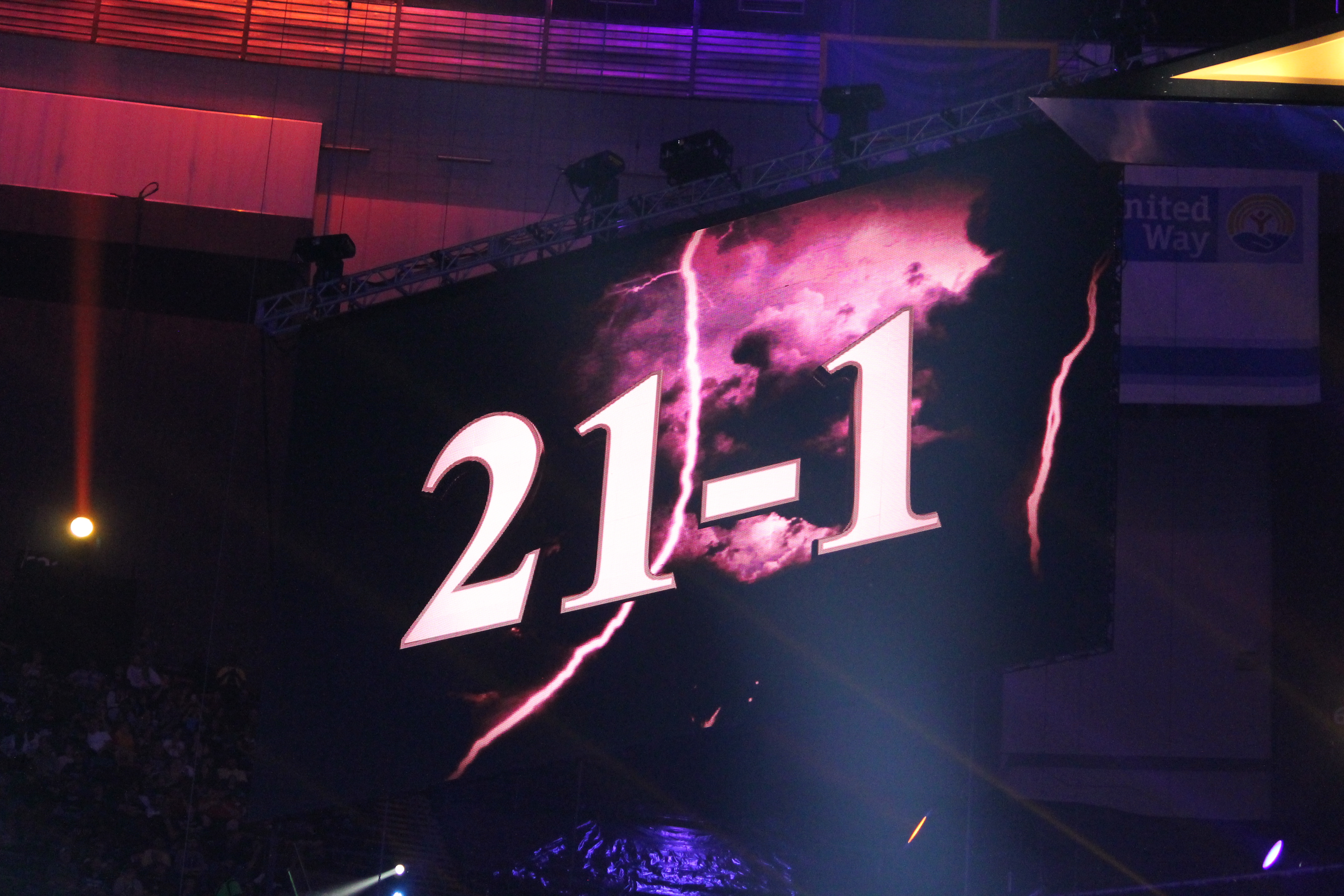
Titantron po przerwaniu serii zwycięstw

|                                                                        | Bilans walk The Undertakera na WrestleManiach | Bilans walk The Undertakera na WrestleManiach | Bilans walk The Undertakera na WrestleManiach | Bilans walk The Undertakera na WrestleManiach             | Bilans walk The Undertakera na WrestleManiach                                                                                            | Bilans walk The Undertakera na WrestleManiach |
| Wynik                                                                  | Bilans i przeciwnik                           | Data                                          | Czas walki                                    | Miejsce                                                   | Uwagi | Źródło                                        |
| ---------------------------------------------------------------------- | --------------------------------------------- | --------------------------------------------- | --------------------------------------------- | --------------------------------------------------------- | --- | --------------------------------------------- |
| Zwycięstwo                                                             | 1–0 Jimmy Snuka                               | 24 marca 1991(dts) WrestleMania VII           | 4:20 Pinfall                                  | Los Angeles Memorial Sports Arena Los Angeles, Kalifornia | | [ 44 ] [ 339 ]                                |
| Zwycięstwo                                                             | 2–0 Jake Roberts                              | 5 kwietnia 1992(dts) WrestleMania VIII        | 6:36 Pinfall                                  | Hoosier Dome Indianapolis, Indiana                        | | [ 54 ] [ 340 ]                                |
| Zwycięstwo                                                             | 3–0 Giant González                            | 4 kwietnia 1993(dts) WrestleMania IX          | 7:33 Dyskwalifikacja                          | Caesars Palace Las Vegas, Nevada                          | | [ 59 ] [ 341 ]                                |
| Zwycięstwo                                                             | 4–0 King Kong Bundy                           | 2 kwietnia 1995(dts) WrestleMania XI          | 6:36 Pinfall                                  | Hartford Civic Center Hartford, Connecticut               | | [ 68 ] [ 342 ]                                |
| Zwycięstwo                                                             | 5–0 Diesel                                    | 31 marca 1996(dts) WrestleMania XII           | 16:46 Pinfall                                 | Arrowhead Pond Anaheim, Kalifornia                        | | [ 77 ] [ 343 ]                                |
| Zwycięstwo                                                             | 6–0 Sycho Sid                                 | 23 marca 1997(dts) WrestleMania 13            | 21:19 Pinfall                                 | Rosemont Horizon Rosemont, Illinois                       | Walka o WWF Championship | [ 88 ] [ 87 ]                                 |
| Zwycięstwo                                                             | 7–0 Kane                                      | 29 marca 1998(dts) WrestleMania XIV           | 16:58 Pinfall                                 | Fleet Center Boston, Massachusetts                        | | [ 95 ] [ 344 ]                                |
| Zwycięstwo                                                             | 8–0 Big Boss Man                              | 28 marca 1999(dts) WrestleMania XV            | 9:46 Pinfall                                  | First Union Center Filadelfia, Pensylwania                | Hell in a Cell match | [ 110 ] [ 345 ]                               |
| Zwycięstwo                                                             | 9–0 Triple H                                  | 1 kwietnia 2001(dts) WrestleMania X-Seven     | 18:17 Pinfall                                 | Reliant Astrodome Houston, Teksas                         | | [ 132 ] [ 346 ]                               |
| Zwycięstwo                                                             | 10–0 Ric Flair                                | 17 marca 2002(dts) WrestleMania X8            | 18:47 Pinfall                                 | SkyDome Toronto, Ontario, Kanada                          | No Disqualification match | [ 145 ] [ 347 ]                               |
| Zwycięstwo                                                             | 11–0 A-Train i Big Show                       | 30 marca 2003(dts) WrestleMania XIX           | 9:45 Pinfall                                  | Safeco Field Seattle, Waszyngton                          | Handicap match | [ 155 ] [ 348 ]                               |
| Zwycięstwo                                                             | 12–0 Kane                                     | 14 marca 2004(dts) WrestleMania XX            | 7:45 Pinfall                                  | Madison Square Garden Nowy Jork, Nowy Jork                | | [ 162 ] [ 349 ]                               |
| Zwycięstwo                                                             | 13–0 Randy Orton                              | 3 kwietnia 2005(dts) WrestleMania 21          | 14:14 Pinfall                                 | Staples Center Los Angeles, Kalifornia                    | | [ 169 ] [ 350 ]                               |
| Zwycięstwo                                                             | 14–0 Mark Henry                               | 2 kwietnia 2006(dts) WrestleMania 22          | 9:26 Casket                                   | Allstate Arena Rosemont, Illinois                         | Casket match | [ 185 ] [ 351 ]                               |
| Zwycięstwo                                                             | 15–0 Batista                                  | 1 kwietnia 2007(dts) WrestleMania 23          | 15:47 Pinfall                                 | Ford Field Detroit, Michigan                              | Walka o World Heavyweight Championship                                                                                                   | [ 199 ] [ 352 ]                               |
| Zwycięstwo                                                             | 16–0 Edge                                     | 30 marca 2008(dts) WrestleMania XXIV          | 23:50 Poddanie                                | Citrus Bowl Orlando, Floryda                              | Walka o World Heavyweight Championship                                                                                                   | [ 208 ] [ 353 ]                               |
| Zwycięstwo                                                             | 17–0 Shawn Michaels                           | 5 kwietnia 2009(dts) WrestleMania XXV         | 30:41 Pinfall                                 | Reliant Stadium Houston, Teksas                           | | [ 222 ] [ 354 ]                               |
| Zwycięstwo                                                             | 18–0 Shawn Michaels                           | 28 marca 2010(dts) WrestleMania XXVI          | 23:59 Pinfall                                 | University of Phoenix Stadium Glendale, Arizona           | No Disqualification Streak vs. Career match                                                                                              | [ 238 ] [ 355 ]                               |
| Zwycięstwo                                                             | 19–0 Triple H                                 | 3 kwietnia 2011(dts) WrestleMania XXVII       | 29:22 Poddanie                                | Georgia Dome Atlanta, Georgia                             | No Holds Barred match | [ 247 ] [ 356 ]                               |
| Zwycięstwo                                                             | 20–0 Triple H                                 | 1 kwietnia 2012(dts) WrestleMania XXVIII      | 30:50 Pinfall                                 | Sun Life Stadium Miami Gardens, Floryda                   | Hell in a Cell match z Shawnem Michaelsem jako sędzią specjalnym                                                                         | [ 248 ] [ 357 ]                               |
| Zwycięstwo                                                             | 21–0 CM Punk                                  | 7 kwietnia 2013(dts) WrestleMania 29          | 22:07 Pinfall                                 | MetLife Stadium East Rutherford, New Jersey               | | [ 253 ] [ 358 ]                               |
| Przegrana                                                              | 21–1 Brock Lesnar                             | 6 kwietnia 2014(dts) WrestleMania XXX         | 25:12 Pinfall                                 | Mercedes-Benz Superdome Nowy Orlean, Luizjana             | Koniec serii zwycięstw | [ 258 ] [ 359 ]                               |
| Walki The Undertakera na WrestleManiach po zakończeniu serii zwycięstw |                                               |                                               |                                               |                                                           | |                                               |
| Zwycięstwo                                                             | 22–1 Bray Wyatt                               | 29 marca 2015(dts) WrestleMania 31            | 15:12 Pinfall                                 | Levi’s Stadium Santa Clara, Kalifornia                    | | [ 262 ] [ 360 ]                               |
| Zwycięstwo                                                             | 23–1 Shane McMahon                            | 3 kwietnia 2016(dts) WrestleMania 32          | 30:05 Pinfall                                 | AT&T Stadium Arlington, Teksas                            | Hell in a Cell match W wypadku wygranej McMahona, zdobyłby on władzę nad Raw, a Undertaker utracił możliwość występów na WrestleManiach. | [ 275 ] [ 361 ]                               |
| Przegrana                                                              | 23–2 Roman Reigns                             | 2 kwietnia 2017(dts) WrestleMania 33          | 24:58 Pinfall                                 | Camping World Stadium Orlando, Floryda                    | No Holds Barred match | [ 281 ] [ 362 ]                               |
| Zwycięstwo                                                             | 24–2 John Cena                                | 8 kwietnia 2018(dts) WrestleMania 34          | 2:45 Pinfall                                  | Mercedes-Benz Superdome Nowy Orlean, Luizjana             | | [ 363 ]                                       |
| Zwycięstwo                                                             | 25–2 AJ Styles                                | 25-26 marca 2020 WrestleMania 36              | 19:18 Burial                                  | WWE Performance Center Orlando, Floryda                   | Boneyard match | [ 364 ]                                       |